# エレブニ要塞
エレブニ要塞（エレブニようさい、アルメニア語: Էրեբունի ամրոց、アルメニア語ラテン翻字: Erebuni amrots'）は、ウラルトゥ王国に存在した古代都市である。その遺跡は、現在のアルメニア共和国イェレヴァン市エレブニ区にあり、ノル・アレシュとヴァルダシェンの間のアリン＝ベルドの丘の上に位置する。
エレブニ要塞は紀元前782年にウラルトゥ王アルギシュティ1世が建設した要塞都市である。建設の目的は、アララト平野におけるウラルトゥ王国の拠点を確立することであった。エレブニ要塞が現在のイェレヴァン市域に位置しているという事実や、エレブニとイェレヴァンの間に語源的なつながりがあるという仮説から、エレブニはイェレヴァンと同一視されている。そのため紀元前782年がイェレヴァンの創設年とされる。
紀元前4世紀にエレブニが衰退した後、紀元後3世紀まで同地に目立った集落が存在した記録は見当たらない。紀元後3世紀に入ってから、エレブニ要塞の北2キロメートルの場所に新たな都市が形成された。このとき、都市はすでに「イェレヴァン」という名称であった。

## 調査史
アリン＝ベルドの丘が学界の注目を集めたのは1894年である。ロシアの人類学者アレクセイ・イワノフスキーが、近隣のチョルマクチ村（現在のヒン・ノルク地区）の住民からウラルトゥ語の楔形文字が刻まれた石碑を購入したときであった。地元住民のパパク・テル＝アヴェティソフは、この石碑を1879年にアリン＝ベルドの丘で発見したものであると主張した。石碑の碑文の図面と大まかな翻訳は、間もなくミハイル・ニコルスキーによって発表された。碑文には、ウラルトゥ王アルギシュティ1世がこの場所に「容量10,100カピ」の穀倉を築いたことが記されていた。しかしながら、この丘には長らく考古学的関心は向けられず、1947年になって初めてボリス・ピオトロフスキー率いる考古学調査隊が偵察作業を行った。ピオトロフスキーは当時、イェレヴァンのカールミル・ブルール遺跡の発掘に従事していた。その後1950年、ピオトロフスキーの調査隊はアリン＝ベルドの丘で組織的な考古学的発掘調査を開始した。

### ウラルトゥのエレブニ要塞とアリン＝ベルド遺跡の同定

ウラルトゥ王アルギシュティ1世によるエレブニ要塞建設を記した碑文
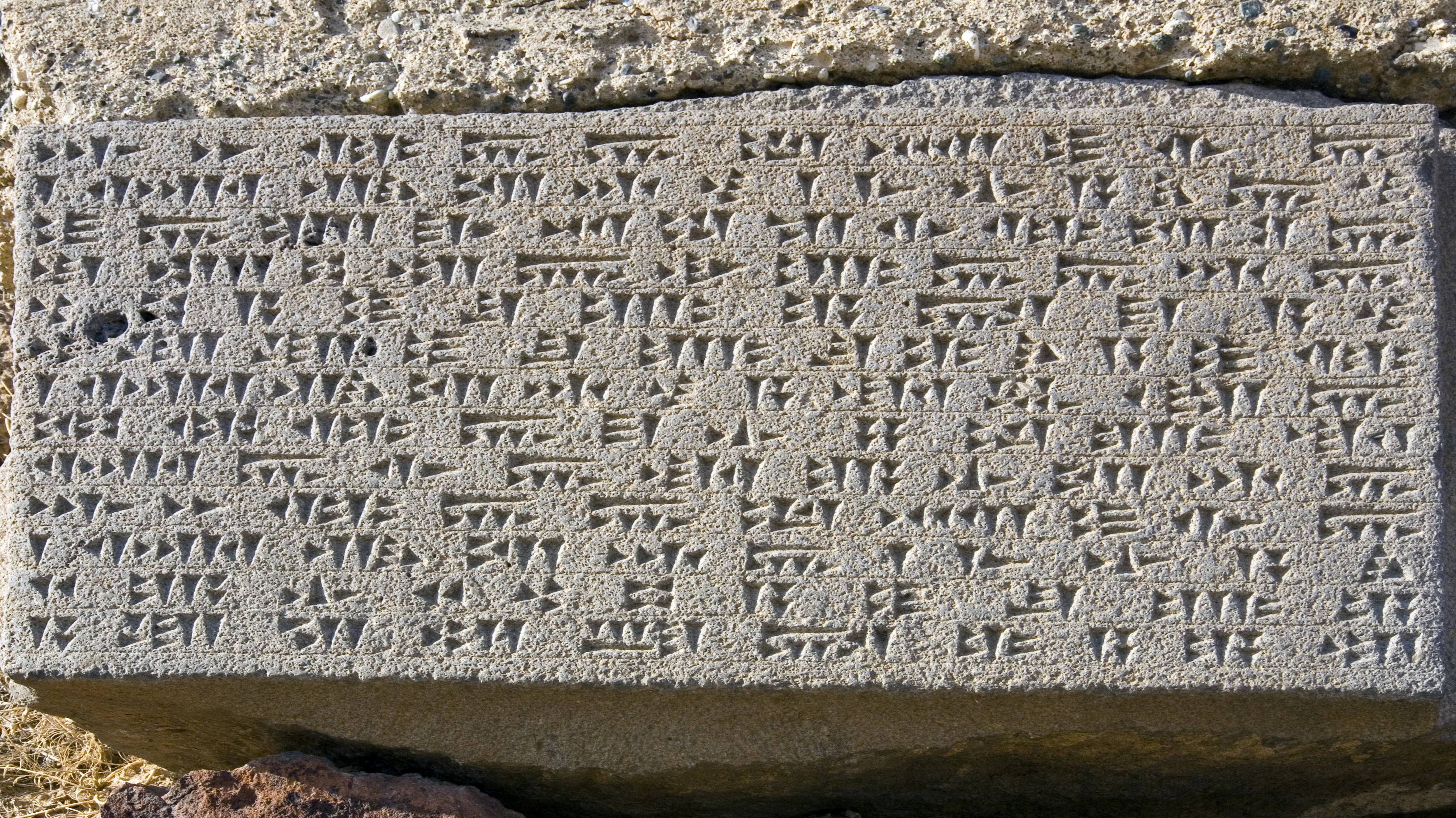
1950年に発見された碑文。
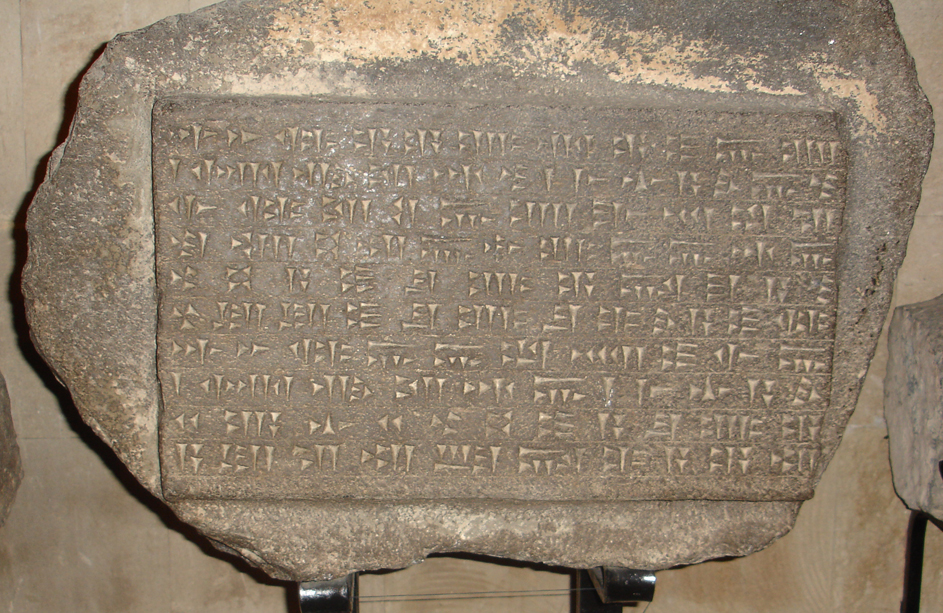
1958年に発見された碑文（エレブニ博物館保管）。

1950年10月25日、アルメニアの考古学者コスタンディン・ホヴハンニシャンは調査中に、楔形文字が刻まれた2つの玄武岩の石碑を発見した。一つはウラルトゥ王サルドゥリ2世による穀倉の建設を記したもの、もう一つはアルギシュティ1世によるエレブニ要塞の建設を記したものであった。この発見により、アリン＝ベルドの丘こそが古代エレブニ要塞の所在地であるという仮説が提唱された。そして1952年以降、ボリス・ピオトロフスキーの指導の下、アルメニアSSR科学アカデミー考古学民族学研究所とプーシキン国立美術館が合同で、アリン＝ベルドの丘の考古学的発掘調査を行った。しかし、隣接するテイシェバイニの遺跡からも、「エレブニ」と刻まれた多数の遺物が出土していたため、エレブニ要塞の真の所在地については長い間疑問が残されていた。1950年にホヴハンニシャンが発見した石碑が、偶然アリン＝ベルドの丘にあった可能性も指摘された。1950年から8年後の1958年、この疑問は解決され、仮説は証明された。発掘調査の過程で、アルギシュティ1世によるエレブニ要塞創設の碑文が、古代の城壁に埋め込まれた石の上で無傷の状態で発見された。こうして1958年、アリン＝ベルドの丘がエレブニ要塞の場所として最終的に確定された。
エレブニ要塞建設に関する碑文の内容は次の通りである。

神ハルディの威光によって、メヌアの子アルギシュティはこの強大な要塞を築いた。ビアイニリ（ウラルトゥ）の国の威勢を示し、敵国を威嚇するため、その名をエレブニと定めた。

大地は荒野で、そこには何も築かれていなかった。その地において、私は偉大なる業績を成し遂げた。神ハルディの威光をもってメヌアの子アルギシュティは強大な王であり、ビアイニリの国の王であり、トゥシュパの支配者である。

### エレブニとイェレヴァンの語源的関係
エレブニという地名の読み方についても、長らく研究者の間で疑問となっていた。当初、このウラルトゥの都市の名前は「イルプニ」、「イレプニ」、「イルブニ」、「サブニ」など、さまざまな読み方がされてきた。研究が進み、エレブニ要塞にあったいくつかの遺物がテイシェバイニに運ばれていたことが立証され、また、テイシェバイニにおいて「エレブニ」と綴られたアルギシュティ1世の盾が発見されたことで、その読み方に関する疑問は小さくなった。これにより「エレブニ」という読み方が定着した。また言語学者グリゴル・ガパンツヤンが一般紙上で提唱したエレブニとイェレヴァンの語源的関係についての仮説にも、科学的根拠が与えられた。アカデミー会員のボリス・ピオトロフスキーは1959年の論文で、次のように慎重に述べている。「アルメニアSSRの首都イェレヴァンの名前の中にも、ウラルトゥの都市エレブニの名前が生き続けている可能性がある…十分な根拠なしに行われた古代ウラルトゥの地名と中世あるいは現代の地名との比較は、研究者を誤解させる可能性があることに留意すべきである」。現代の歴史学者たちは、より明確な立場をとっており、エレブニとイェレヴァンの語源的関係は今日では一般的に受け入れられていると考えている。

### その後の考古学的発掘の成果
1950年から続くエレブニ要塞地区での考古学的発掘調査は、多くの貴重な発見をもたらし、ウラルトゥ王国の研究に大きく貢献した。アリン＝ベルドの丘からはアルギシュティ1世、サルドゥリ2世、ルサ3世の楔形文字の粘土板が合計23枚発見された。その一方で、物質文化的な遺物はほとんど発見されていない。これは紀元前6世紀中頃にウラルトゥの人々が戦うことなくエレブニ要塞を放棄し、価値のあるものはすべて隣接するテイシェバイニに運び出したことが主な理由とされる。またエレブニ要塞の都市建造物は主に丘の東側に位置していたが、イェレヴァン郊外におけるノル・アレシュ地区とヴァルダシェン地区の集中都市開発によって大部分が破壊された。この区域が保護区に指定されたのは1952年のことである。要塞部の発掘は1958年まで続けられ、開発された市街地区域の発掘は1968年に始まった。現在、ノル・アレシュ地区とヴァルダシェン地区、そしてアリン＝ベルドの丘は、イェレヴァン市の拡大した市域の一部となっている。アリン＝ベルドの丘には「エレブニ博物館」があり、隣接するテイシェバイニの発掘から「持ち帰られた」物質文化の遺物を中心に展示されている。丘の近くにある市街地の発掘は、アルメニアおよび西側諸国の考古学者の協力を得て、今日に至るまで断続的に継続されている。

## エレブニの歴史

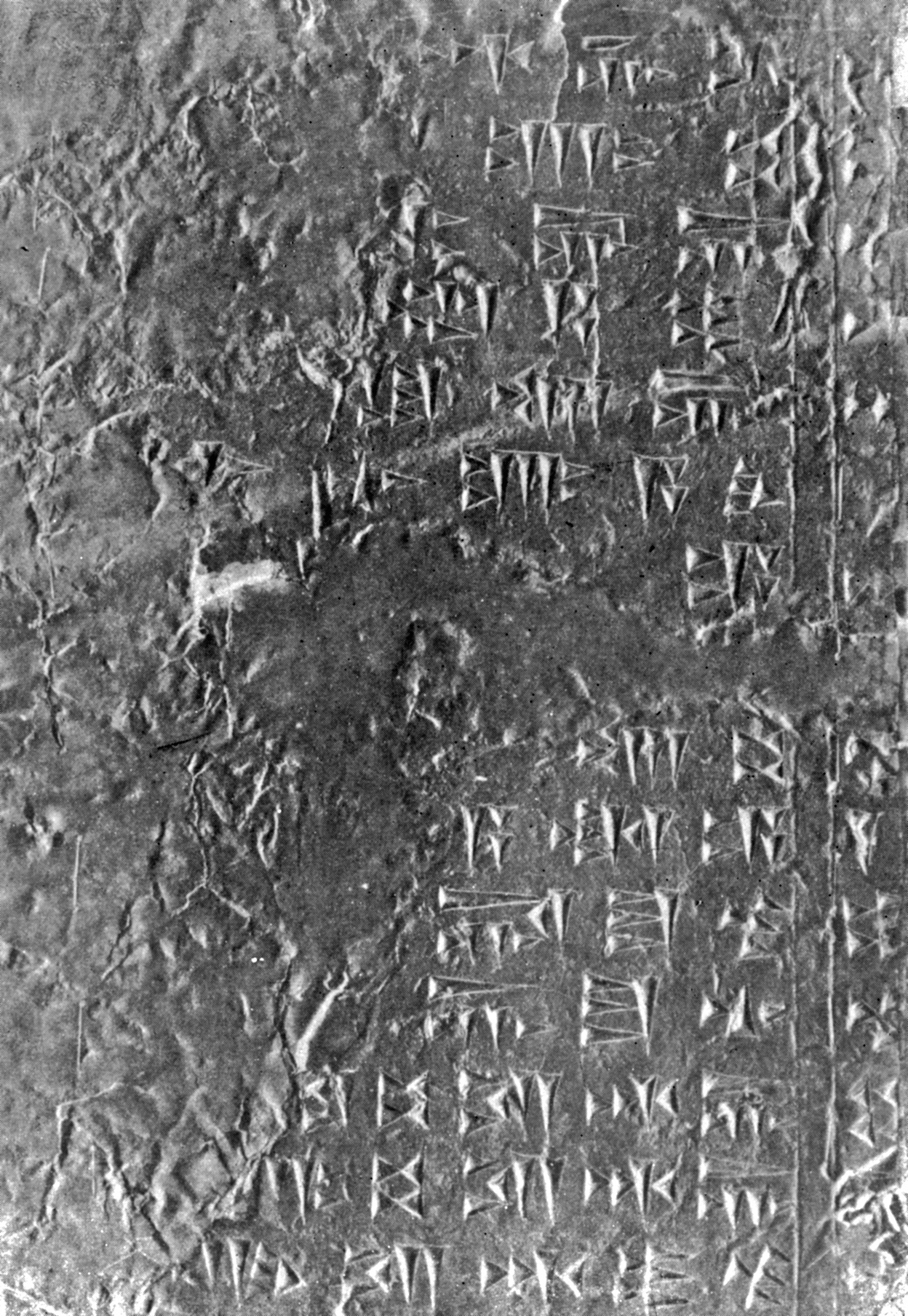
エレブニの建設を記した、アルギシュティ1世の『ホルホル年代記』からの抜粋。この年代記は19世紀末にトゥシュパのヴァン要塞で発見された。碑文は第一次世界大戦の砲弾によって損傷した。

### 都市の建設（紀元前782年）
エレブニは紀元前782年に建設された。このことは、アルギシュティ1世による楔形文字の粘土板と、アルギシュティ1世がウラルトゥ王国の首都トゥシュパに刻ませた年代記によって確認されている。当時、ウラルトゥ王国は最盛期を迎え、西アジアで最も強大な国家であった。アルギシュティ1世は自国の領土拡大と経済的繁栄を志向していた。アララト平野はウラルトゥの人々が習得した人工灌漑によって、農業に極めて有利な条件を備えていた。そのためアララト平野はウラルトゥ王国の拡大にとって魅力的な地域であった。地元住民（年代記によれば「アザの国」）はウラルトゥの人々に抵抗を示したため、アルギシュティ1世はさらなる拡大のための最初の拠点として、新たな要塞都市エレブニを建設した。
以下は、エレブニの建設を記した、アルギシュティ1世の『ホルホル年代記』からの抜粋である。

神ハルディの威光によって、私はハティの国へ遠征した <…> 神ハルディの命により、メヌアの子アルギシュティは言う。イルプニ（エレブニ）を、ビアイニリの国の威勢と敵国の平定のために築いた、と。大地は荒野で、そこには何も築かれていなかった。私はそこで偉大なる業績を成し遂げた。ハティとツパニの国から6,600人の戦士をそこに定住させた。

### エレブニの民族構成と宗教
アルギシュティ1世の年代記には、ハティの国からの捕虜がエレブニに定住したことが記されている。具体的にはメリテネとユーフラテス川上流域で捕虜となった6,600人の戦士たちである。これらの戦士は、民族的にはおそらく原アルメニア人であり、また他の部族も含まれていた。さらに、要塞内にあった神殿の一つ（いわゆる「スシ」の神殿）には、アルギシュティ1世による特異な碑文が刻まれていた。この碑文には「イヴァルシャ」という神について記されていたが、この神は他のウラルトゥの文献には一切見られないものであった。
「スシ」の神殿の入口にある楔形文字の碑文には、次の通り記されている。

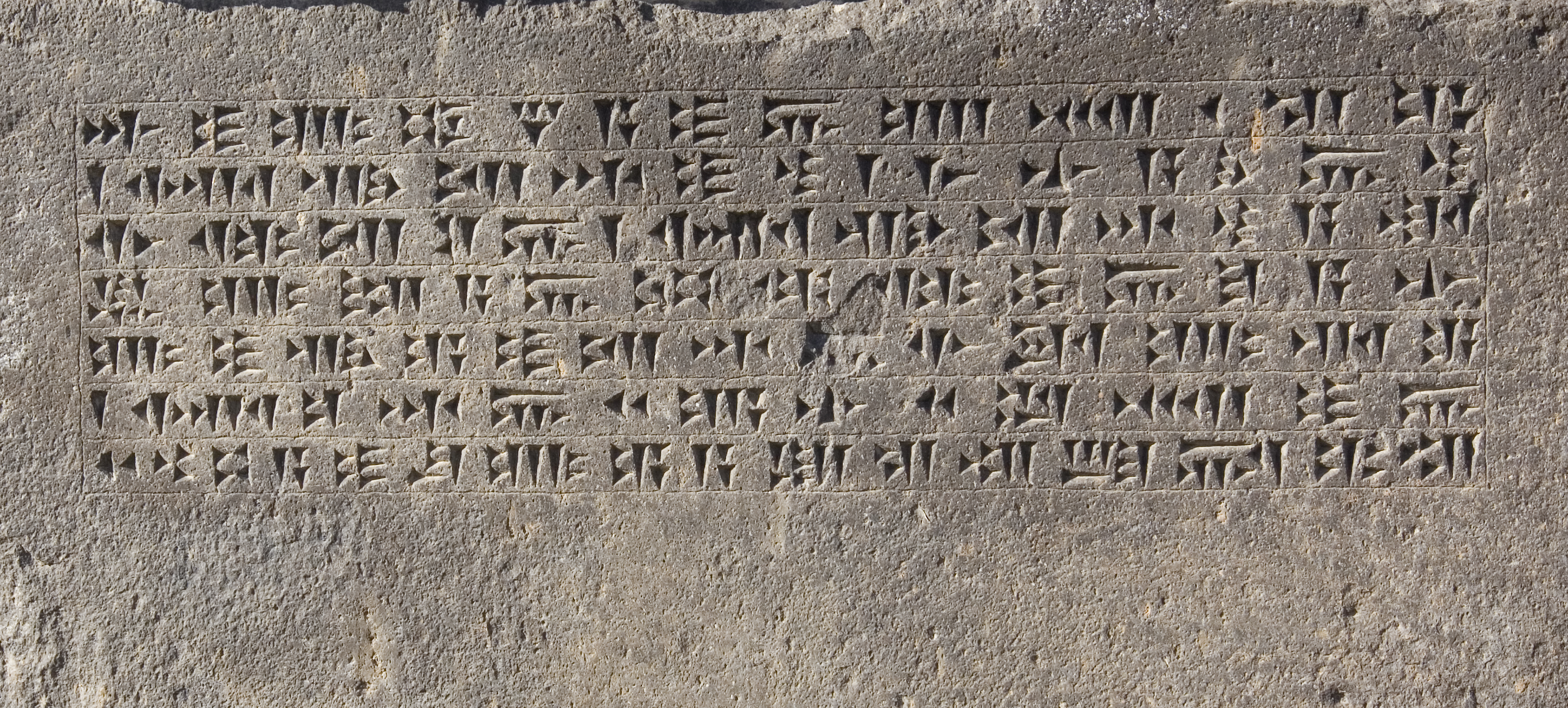
「スシ」の神殿の入口にある楔形文字の碑文。1956年に発見された。

イヴァルシャ神に、このスシの家をメヌアの子アルギシュティが捧げ、築いた。大地は荒野で、そこには何も築かれていなかったと、アルギシュティは語る。アルギシュティは、強大なる王、大いなる王、ビアイニリの国の王、トゥシュパの支配者である。

エレブニ要塞の聖域
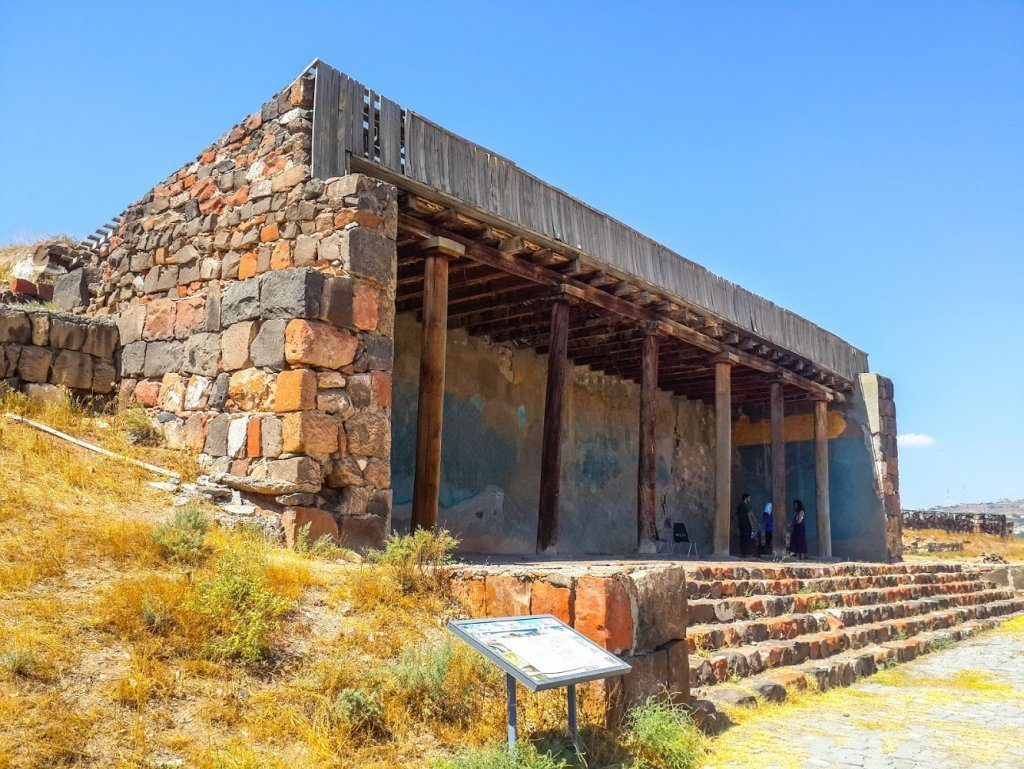
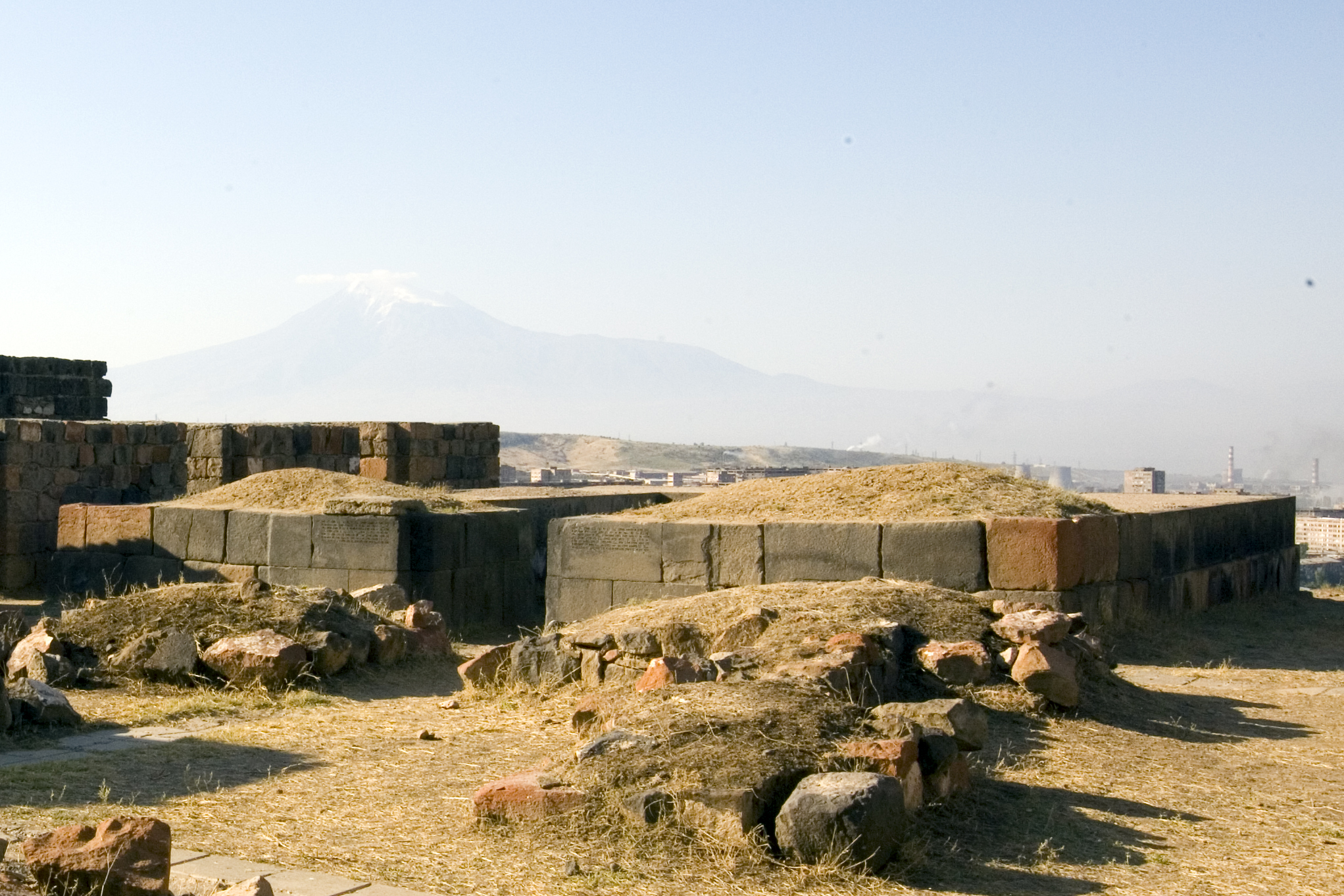
ウラルトゥの「スシ」の神殿の基礎部分（手前側）と、ペルシアの「火の神殿」の遺構。「スシ」の神殿の入口の両側には、アルギシュティ1世によるウラルトゥ語の楔形文字の碑文が保存されている。
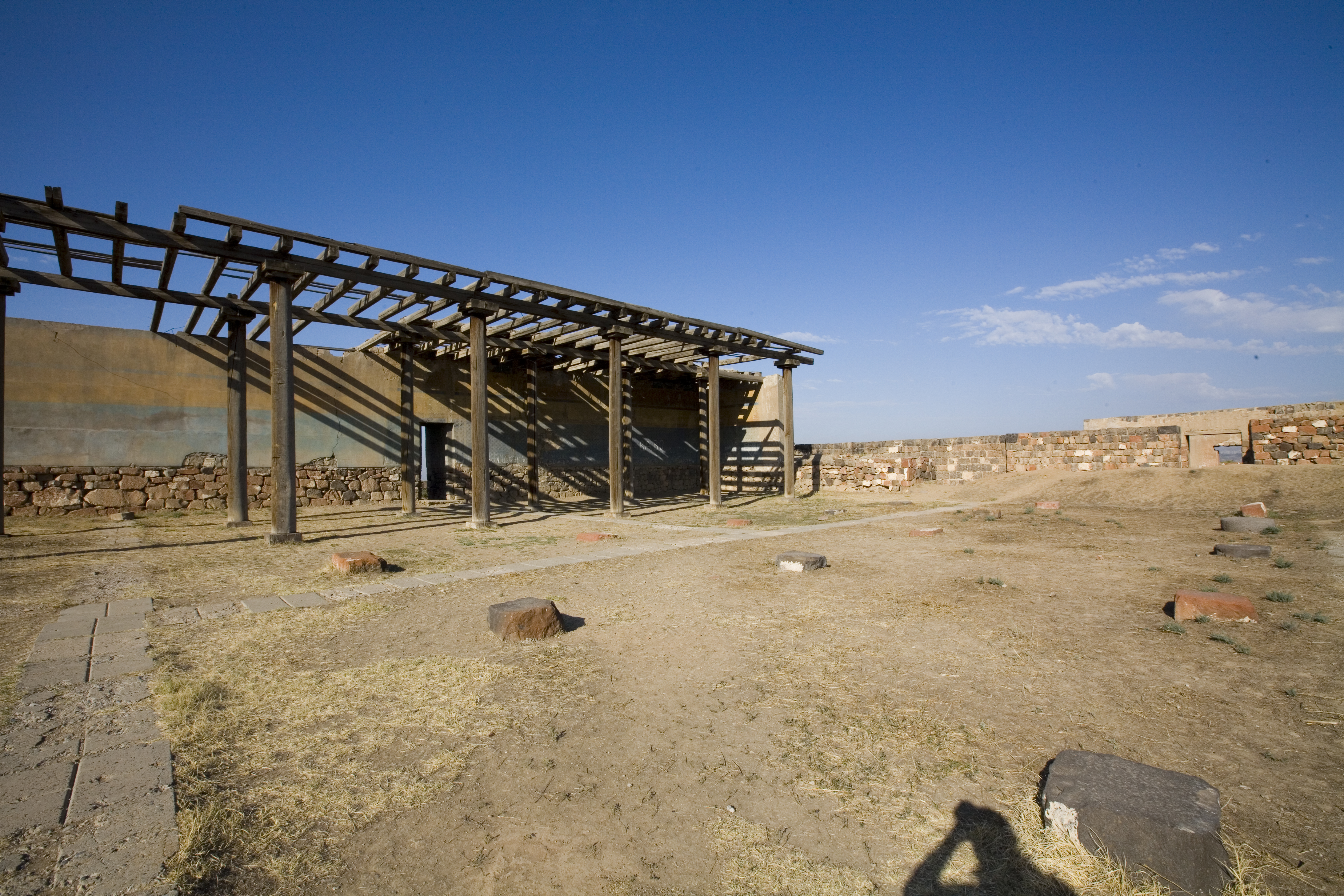
壁画とペリスタイル（柱廊）の要素を備えた、ハルディ神の神殿の復元壁。手前の柱の土台は、ペルシアのアパダナの遺構である。

これらのデータに基づき、研究者たちは「イヴァルシャ」という神はボアズキョイ文書のヒッタイト語楔形文字碑文に記載されているヒッタイト＝ルウィ系の神インマルシアであり、「スシ」の神殿はハティの国とツパニの国から移住してきた戦士のために建てられたと示唆している。この議論には裏付けとなる情報が不足しているため、「スシ」の神殿はアララト平地の地元住民、すなわちウラルトゥの文書に登場する「アザ」の国の人々の神を称えて建てられたという別の説も提唱されている。。イヴァルシャという神についての疑問は未解決のままであるが、研究者たちはエレブニの住民構成は建設当初から多民族的であったという点で意見が一致している。
また、この要塞内には、おそらくエレブニの建設当初から、ウラルトゥの主神であるハルディ神の神殿が存在した。この神殿は「スシ」の神殿よりもかなり広い面積を占めており、エレブニ要塞の主要な神殿であった。エレブニ要塞の終末期であるアケメネス朝時代には、両神殿は拡張され、ペルシアの聖域に改築された。「スシ」の神殿は「火の神殿」に、ハルディ神の神殿はペルシアのアパダナに改築された。

### エレブニの繁栄（紀元前782年〜紀元前735年）

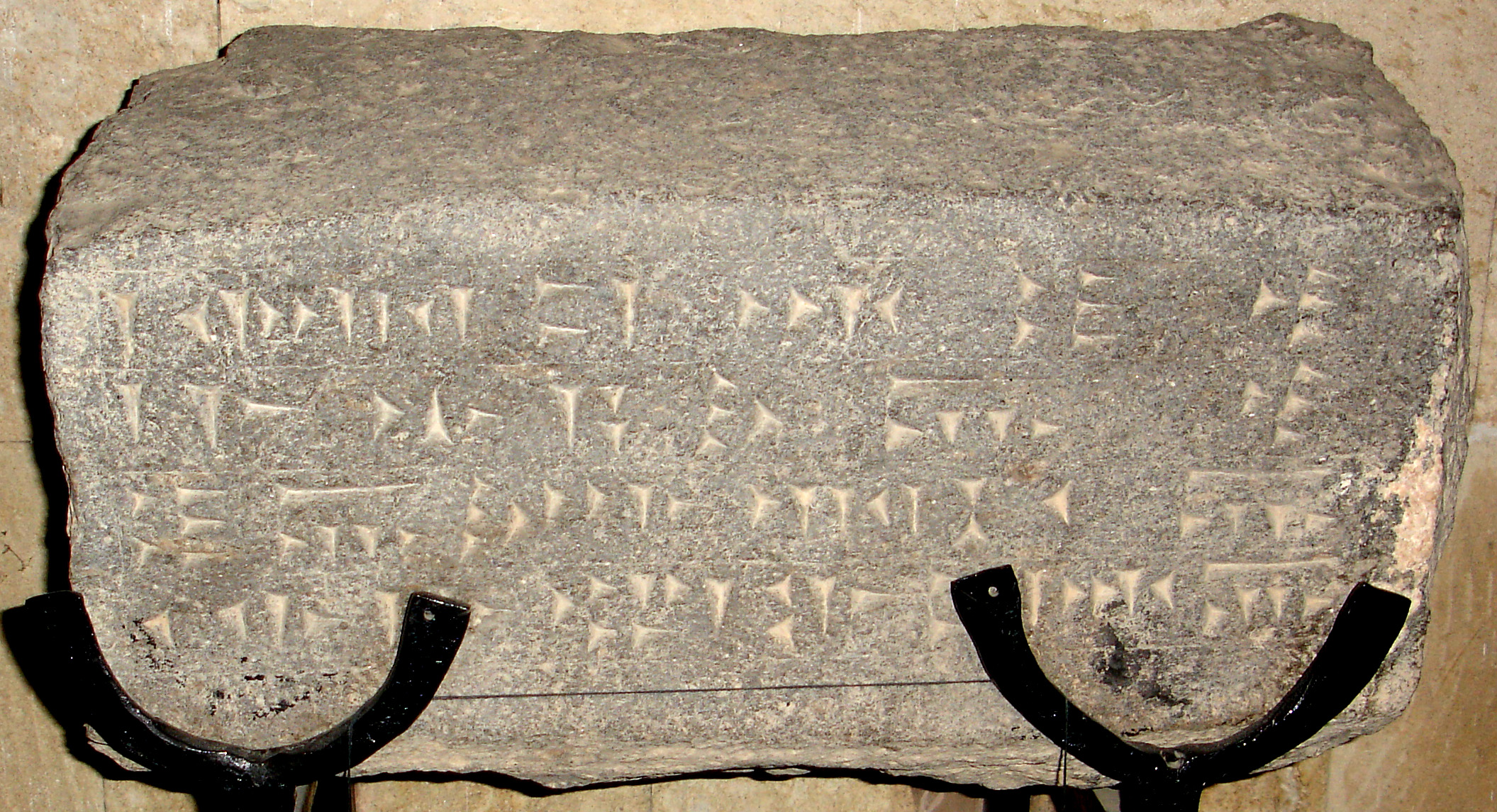
碑文の翻訳: メヌアの子アルギシュティは、この穀倉を満たした。ここには1万100カピがある。
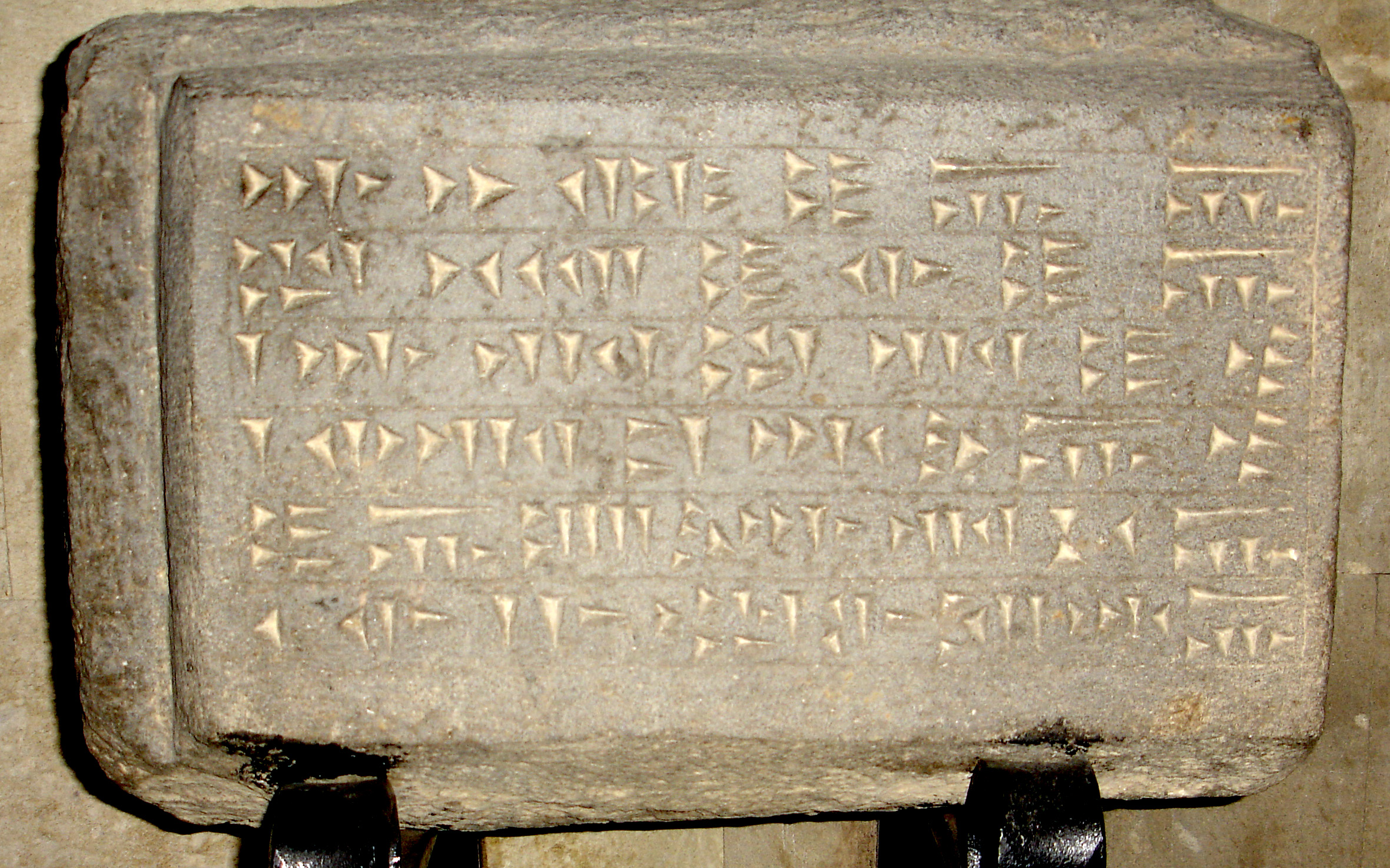
ハルディ（アルメニア語版）神の偉大さにより、アルギシュティの子サルドゥリは、この穀倉を満たした。ここには1万100カピがある。

エレブニ要塞の建設により、ウラルトゥの人々はアララト平野に定住することに成功し、建設の目的が達成された。最初の6年間、エレブニはアララト平野において唯一のウラルトゥ王国の都市であった。しかし紀元前776年、アルギシュティ1世は現在のアルマヴィルの近くに、もう一つの大都市アルギシュティヒニリを建設した。アルギシュティヒニリの構造は、この都市が主に軍事的な役割ではなく、経済的な役割を担っていたことを示している。こうしてエレブニ要塞の建設からわずか6年で、ウラルトゥの人々はアララト平野にしっかりと根を下ろし、経済活動の成果を享受した。またアルギシュティ1世は運河を建設し、土地に必要な灌漑を提供し、平野の肥沃な土地は豊かな収穫を産み出すようになった。紀元前782年から紀元前735年にかけて、アルギシュティ1世とその息子サルドゥリ2世の治世の間に、エレブニには大規模な穀倉がいくつも建設された。隣接するアルギシュティヒニリでも、同様の建設がさらに大きな規模で行われた。この期間、エレブニは地域の軍事力と権力を保持し続けた。
1967年から1968年にかけて行われた考古学的発掘調査の際、敷地の基礎に敷かれた石からエレブニ要塞の穀倉建設に関する楔形文字の碑文が発見された。この碑文はイェレヴァンのエレブニ博物館に保管されている。

### エレブニの衰退（紀元前735年〜紀元前600年）

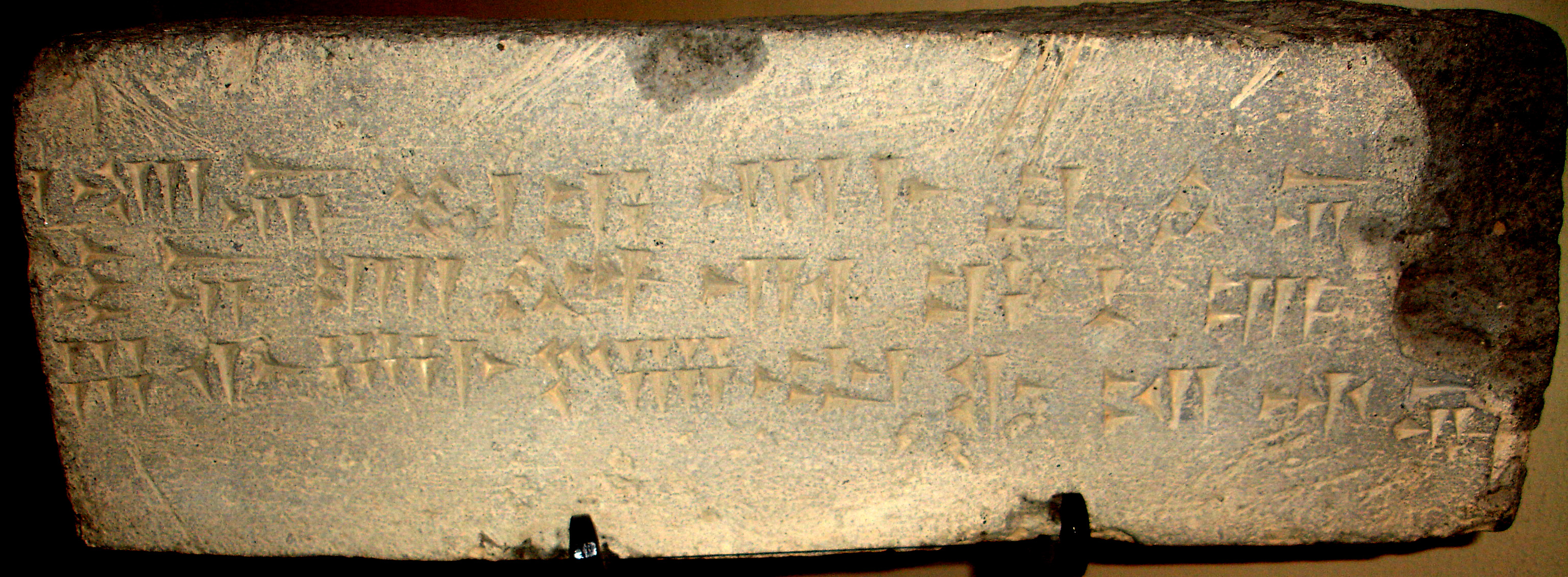
エレブニの穀倉の建設に関するルサ3世時代の碑文。1968年にアリン＝ベルドの丘で発見された。イェレヴァンのエレブニ博物館に保管されている。碑文の内容は次の通り。「…エリメナの子ルサは、この穀倉を満たした。ここには6,848カピの穀物がある」。

エレブニの順風満帆な時代は、ウラルトゥ王国の衰退の始まりとともに終わった。エレブニ要塞の建設から47年後の紀元前735年、サルドゥリ2世は、王国の東に位置したエレブニ要塞とは反対側の西端国境で、アッシリア王ティグラト・ピレセル3世に敗れた。この敗北がウラルトゥの歴史の転換点となった。紀元前735年頃から、ウラルトゥ王国は徐々にその国力と領土を失っていった。ウラルトゥの長年の宿敵であるアッシリアの軍が南コーカサスのウラルトゥ王国領に侵入することはなかったが、その後のアッシリアとの対立によりウラルトゥの軍事力は大幅に弱体化した。サルドゥリ2世の息子ルサ1世の治世の時代になると、ウラルトゥ王国領の北東からアララト平野に対してキンメリア人が頻繁に襲撃するようになった。その結果、アララト平野の平穏で平和な経済活動の発展が止まった。状況改善のための行政改革が行われたが、その改革により発展は鈍化し、エレブニと隣接するアルギシュティヒニリの地位も変化した。
そのような状況にもかかわらず、エレブニとアルギシュティヒニリの両都市は少なくともアッシリアの滅亡（紀元前609年）と、エリメナの息子ルサ3世の治世（在位: 紀元前605年頃 – 紀元前595年頃）までは存続した。その当時のウラルトゥ王国の首都ルサヒニリや、その前の首都トゥシュパはヴァン湖周辺地域にあり、王国の中心地として栄えたが、ルサ3世の時代で大きく揺らいだ。そして行政の中心地を南コーカサスに移さざるを得なくなった。これらの出来事により、エレブニは一時的に活性化の兆しを見せた。この時代、アルギシュティヒニリとエレブニに新たな穀倉を建設したという碑文が残っている。
しかし間もなく、わずかな復興の後、ウラルトゥ王国の軍は戦うことなくエレブニ要塞を放棄した。そしてますます弱体化するウラルトゥ王国の首都は、南コーカサスのテイシェバイニに移った。エレブニ要塞で発掘調査を行った考古学者たちは、要塞内からウラルトゥ王国の物質文化の遺物を発見しておらず、火災やその他の軍事的破壊の痕跡も発見していない。他方、テイシェバイニの発掘調査では、それまでエレブニ要塞に保管されていたであろう多数の遺物を発見している。ウラルトゥ王国におけるエレブニの歴史はここで終わっている。その後、エレブニの軍事的支援を失ったアルギシュティヒニリは間もなく滅亡した。そしてウラルトゥ王国の首都テイシェバイニは、およそ紀元前585年頃（遺跡の層位・放射性炭素年代測定などからの推定）の8月初旬（穀物の収穫状況とブドウの熟成状態、そして住居の灰の下から発見された花束の開花時期の推定）、深夜に襲撃を受け、焼き払われ、ウラルトゥ王国は消滅した。

### 要塞の歴史におけるアケメネス朝時代（紀元前6世紀〜紀元前5世紀）

アケメネス朝時代の銀製品の遺物
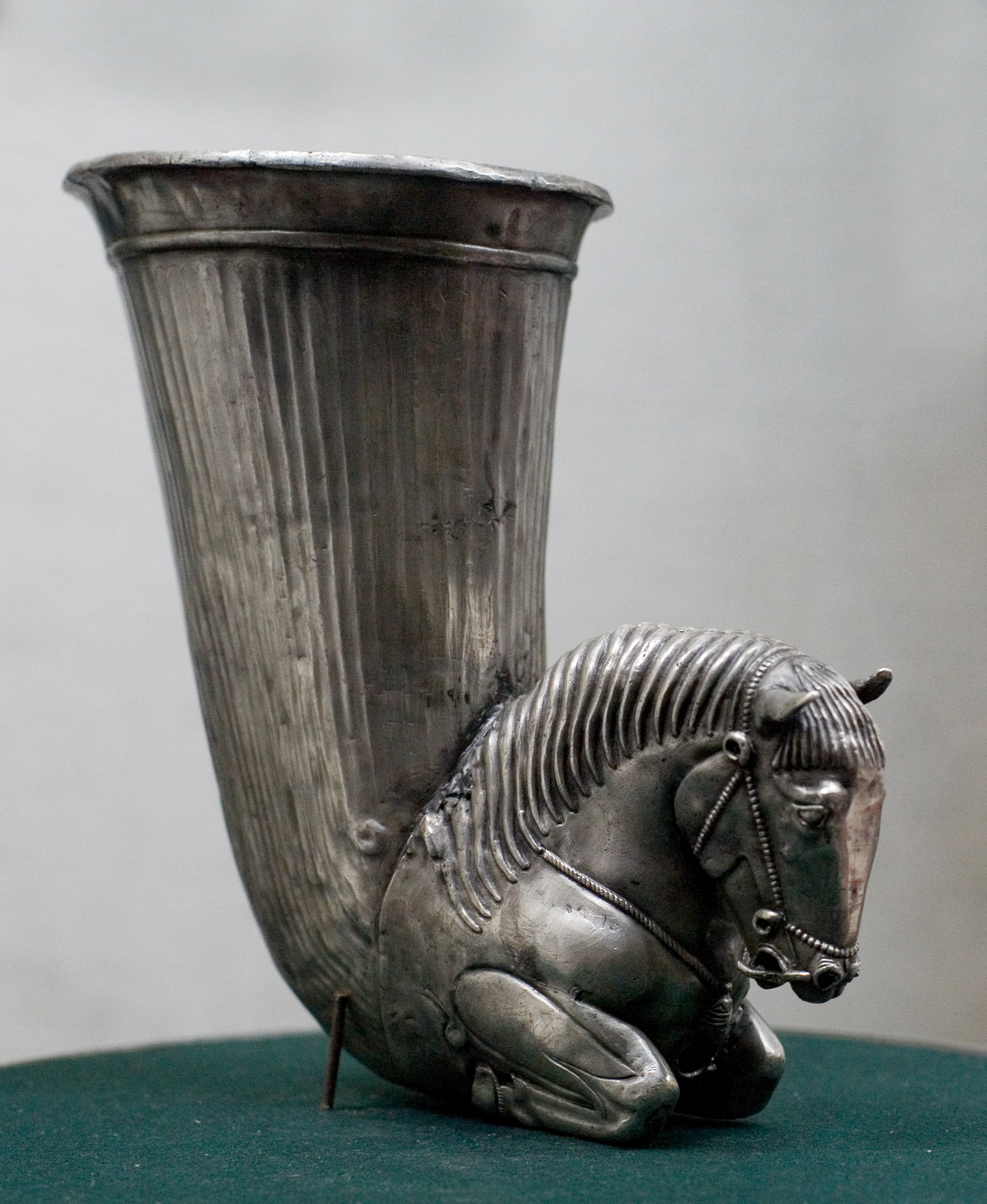
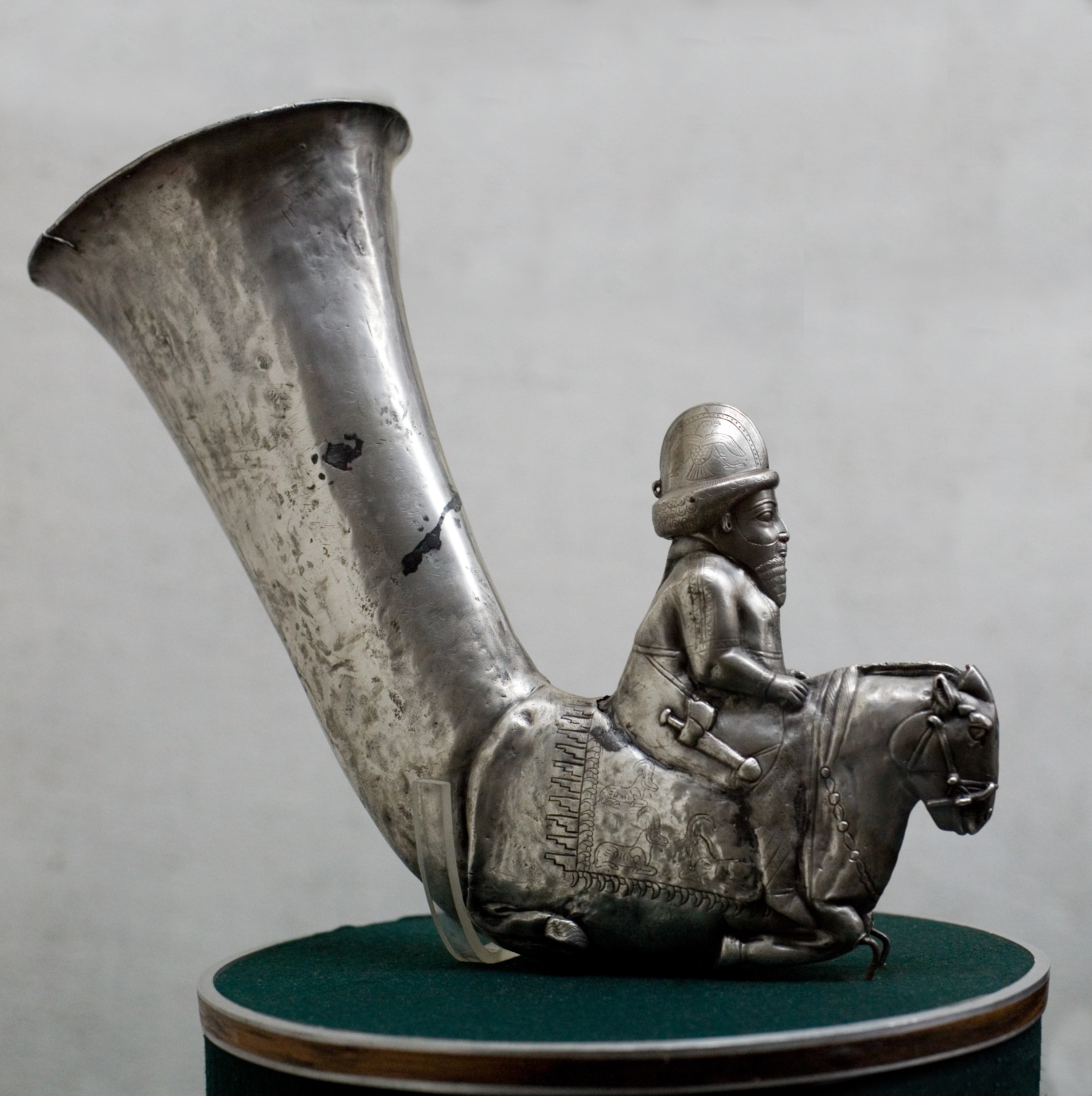

ウラルトゥの人々は戦うことなく、エレブニ要塞を放棄した。戦闘がなかったことから、城壁や建物は壊れずに残った。その結果、後から来た人々は、傷んでいない要塞をそのまま使うことができた。考古学的発見によれば、紀元前6世紀から紀元前5世紀に要塞の建築物の一部が再建され、その敷地内にペルシア様式の神殿が出現した。さらに考古学者たちはエレブニ要塞の領域でウラルトゥ王国よりも後の時代の銀製品を発見し、1956年には紀元前4世紀にミレトスで鋳造された硬貨2枚が発見された。これに加えて、ウラルトゥ王国の時代よりも上部の層からは、おそらくイラン起源の鉄製の馬具が発見された。これらの発見は、アケメネス朝時代にもエレブニで生活が営まれていたことを示している。この時代、エレブニ要塞が位置していた地域は、ギリシアやペルシアの文献ではすでに「アルメニア」と呼ばれることもあった。ただしこの地域はアケメネス朝の時代、第13属州と第18属州に分割されていた。研究者たちは、エレブニ要塞はウラルトゥ王国の滅亡後、少なくとも1世紀はアケメネス朝の拠点として使われていたと推測している。紀元前4世紀以降、エレブニ要塞での社会活動は完全に途絶えた。
エレブニの地はアケメネス朝の支配下にあった時代にも重要な拠点であり、その時代の貴重な遺物も発見されている。その代表例として、1968年にアリン＝ベルドの丘で発見された宝物の中から見つかった銀製のリュトンが挙げられる。このリュトンはアケメネス朝の時代に制作されたものであり、古代オリエントや古代ギリシア、そしてウラルトゥの芸術要素を兼ね備えたものであった。この銀製のリュトンは現在、イェレヴァンのエレブニ博物館に保管されている。

## 都市の構造
エレブニ要塞図ウラルトゥ時代の建物  要塞内の宮殿区域
  宮殿のペリスタイルを持つ中庭
  アルギシュティ1世がイヴァルシャ神のために建立した「スシ」の神殿
  「カラスの部屋」（ワイン貯蔵室）
  ハルディ神の神殿アケメネス朝時代の建物要塞の一部は紀元前6世紀から紀元前5世紀にかけて再建された。
  アパダナ
  火の神殿

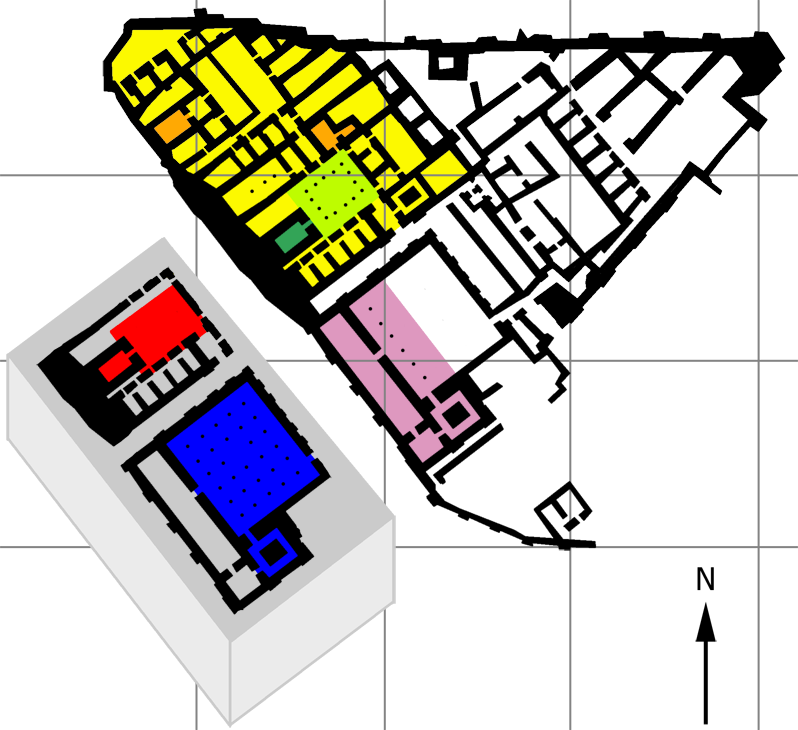
注: 灰色の座標線の50メートル間隔

エレブニ要塞都市は、アリン＝ベルドの丘の頂上に位置する要塞と、丘の麓に広がる市街地から構成されていた。都市の総面積は200ヘクタールであった。さらに隣接する2つの小さな丘の頂上でもウラルトゥ王国時代の陶器の遺物が発見されており、これらの丘の頂上も古代都市の一部であった可能性がある。残念なことに、ウラルトゥ王国時代の街区が存在していたと考えられる地域は、20世紀半ばにはイェレヴァンの郊外地域として集中的な開発が行われた。そのため考古学者にとっては悪い保存状態となっていた。またエレブニ要塞は、南コーカサスの他のウラルトゥ王国都市（テイシェバイニ、アルギシュティヒニリ）とは異なり、都市の建物と密接に組み合うような設計とはなっていない。これはおそらく、エレブニ要塞の当初の目的が軍事的用途であったためと考えられる。研究者たちは、エレブニ要塞の立地は純粋に軍事戦略的な理由に基づいて決定されたと考えている。アリン＝ベルドの丘からは、アララト平野と、この地域を通るほとんどの道路をはっきりと見渡すことができる。

### 要塞の構造

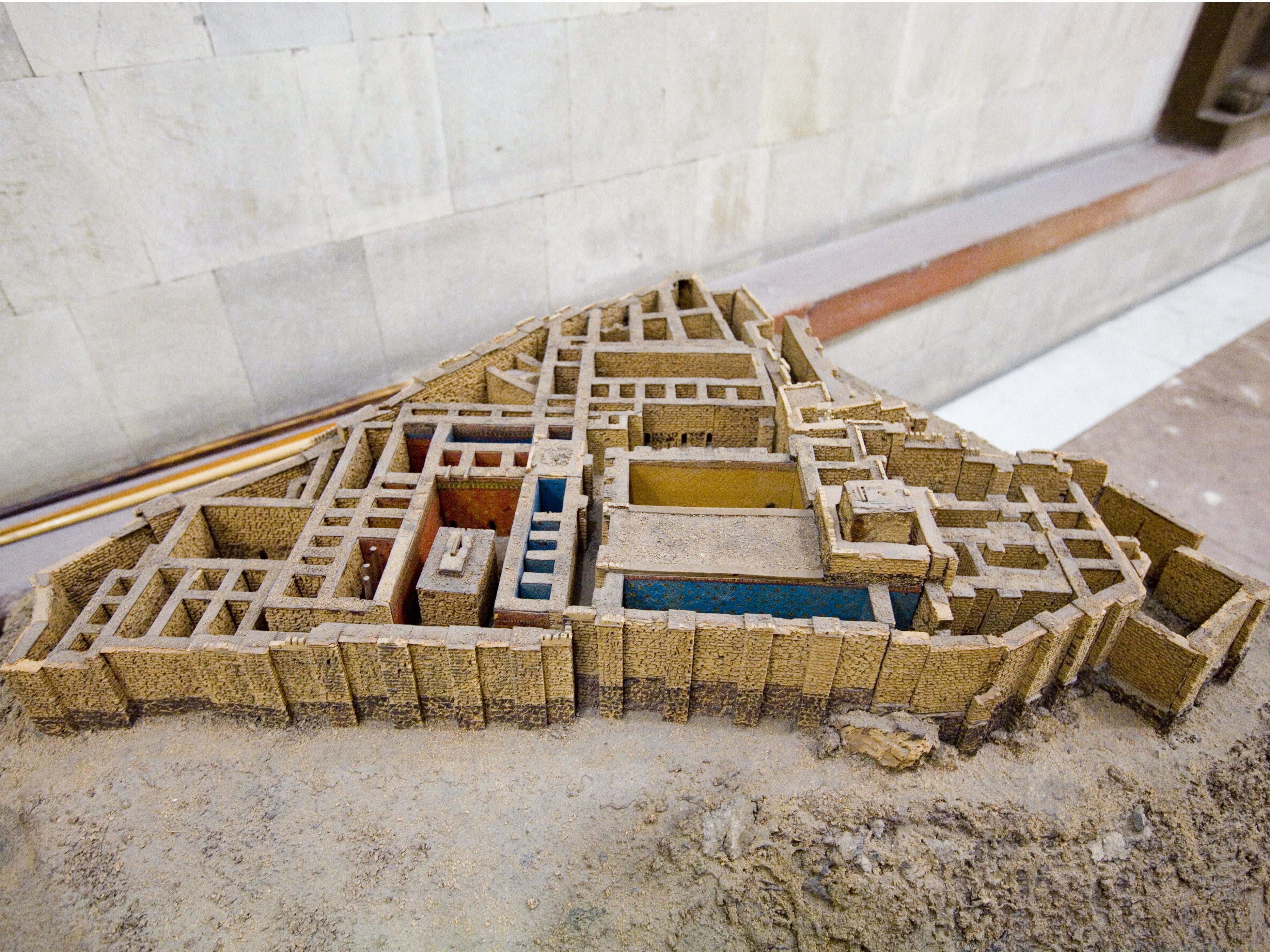
エレブニ博物館にある、エレブニ要塞の模型。

エレブニ要塞の三角形の形状をしており、高さ約65メートルのアリン＝ベルドの丘の頂上に位置している。要塞の建設時、丘の頂上は人工的に平らに整地された。要塞の総面積は約8ヘクタールであった。要塞の基礎は、平たく整地された丘の岩盤の上に、玄武岩の巨石を積んで築かれた。要塞に通じる唯一の道は、丘の南東側に位置していた。これは、南東側以外のアリン＝ベルドの丘の斜面が非常に急峻であったためである。丘の南東側には要塞の正門があった。正門の基礎部分からは、アルギシュティ1世によるエレブニ要塞建設を記した碑文が1958年に発見されている。

#### 要塞内部の構造
要塞内は、正門を入って左側に宮殿区域が存在していた。宮殿は要塞の南西側に位置しており、アララト山を望むことができ、おそらくウラルトゥの王たちが常用していたと考えられている。宮殿区域には「スシ」の神殿、ペリスタイルを持つ中庭、そしてカラス（甕）で埋まった2つのワイン貯蔵庫など、生活用の施設が存在していた。
正門の右側には、広さ14メートル×17メートルの中庭と、それに隣接してハルディ神の神殿があった。神殿にはコロネード（列柱廊）と、小さなジッグラト（段状神殿）のような多層構造の部屋があった。要塞の他の区画には、穀倉や用具庫、そして要塞を守る駐屯兵の住居が置かれていた。ウラルトゥ王国の他の都市と同様、エレブニ要塞にも複数のワイン貯蔵庫があった。最も大きなワイン貯蔵庫は13×38メートルの広さで、およそ100個のワイン甕を補完することができた。エレブニ要塞全体でのワイン貯蔵庫の総収容量は、さまざまな推定によると750リットルから1,750リットルであった。
アケメネス朝時代には、「スシ」の神殿とハルディ神の神殿がペルシア風の建造物に再建され、それぞれ「火の神殿」と「アパダナ」として機能した。これらの名称は、スーサやペルセポリスにある同名のペルシア風建造物と類似性から、エレブニ要塞の研究者たちが命名したものである。

#### 要塞の建築

エレブニ要塞の壁
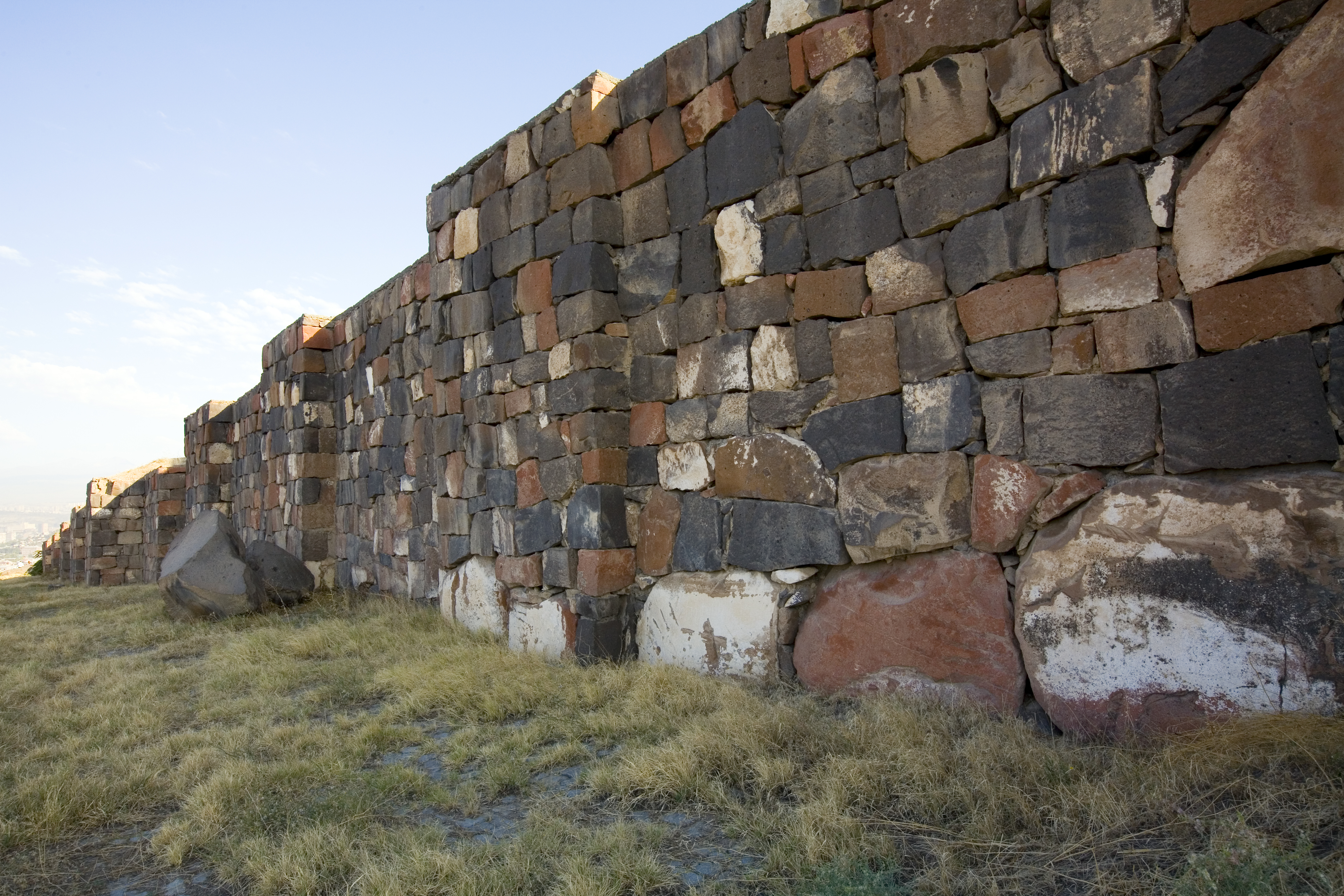
突き出した控え壁を備えた、外壁の基礎。
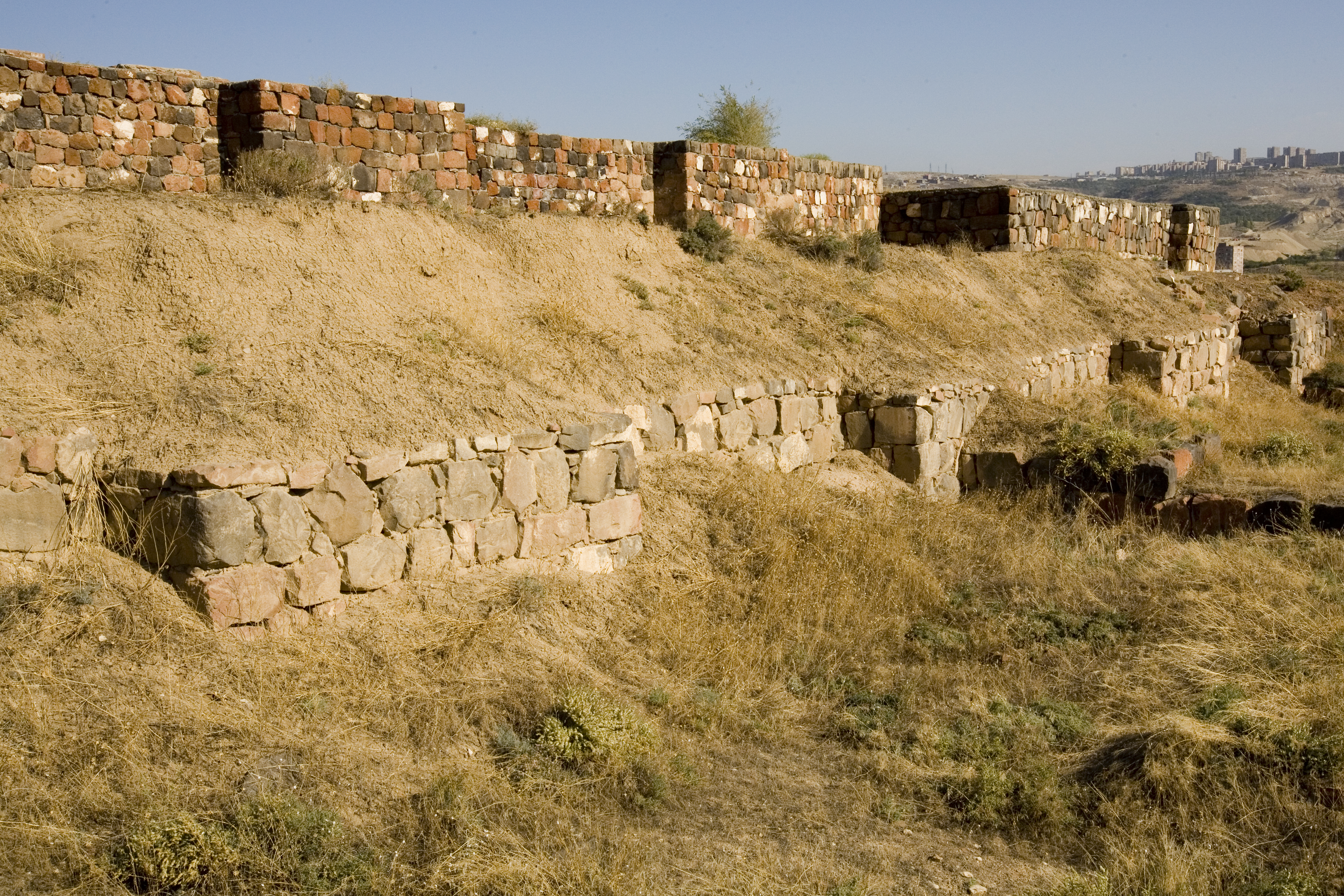
南側の壁に残る犬走り。
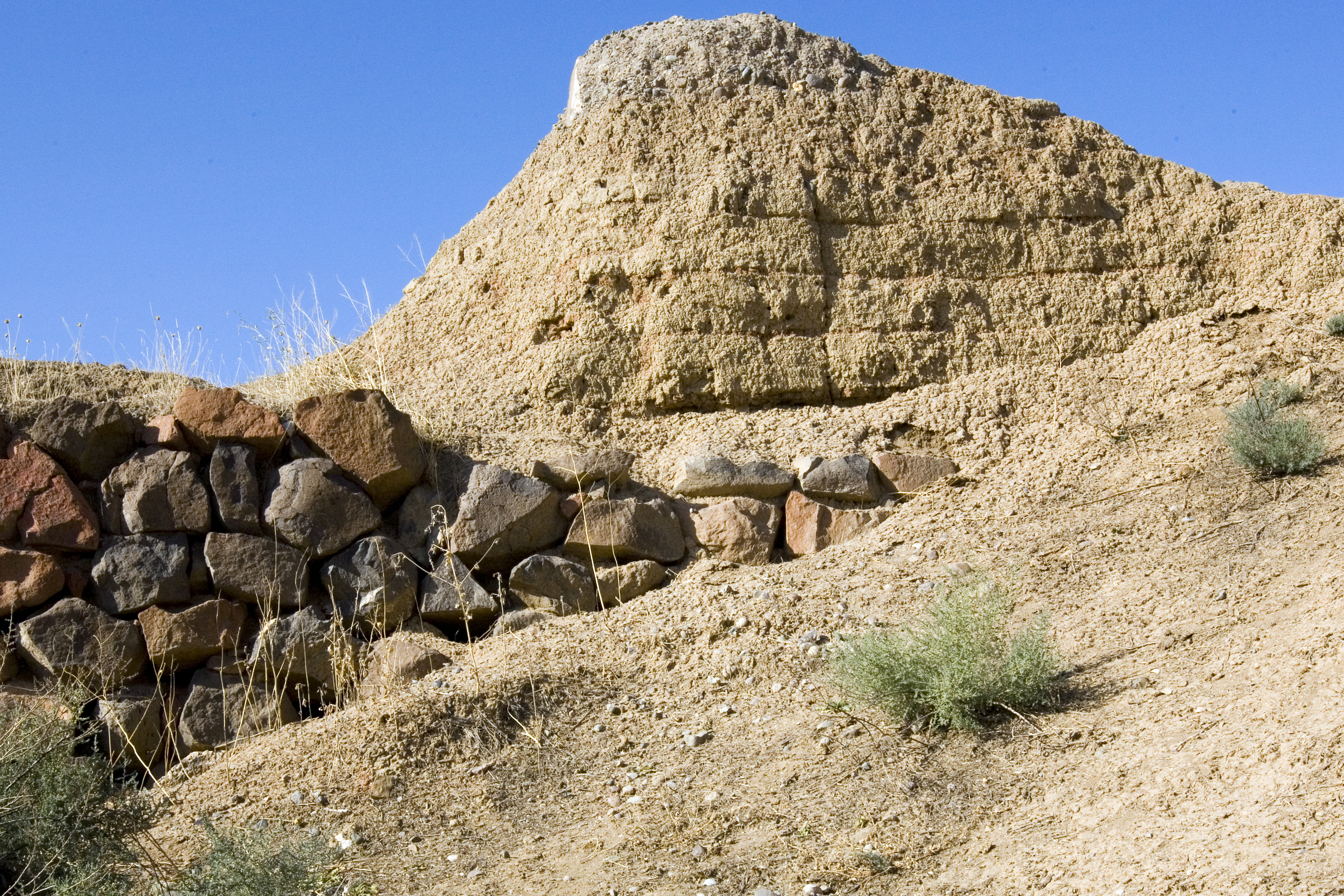
壁の構造: 石の土台があり、その上に日干しレンガの壁があった。レンガの壁は過去数世紀のうちに粘土の塊へと変化し、古代の石組みの輪郭だけが残る。

要塞の外壁は、玄武岩の石（基礎部分には凝灰岩も使用された）で築かれた高さ2メートルの基壇と、日干しレンガで作られた高さ7メートルの壁で構成されていた。城壁は8メートル間隔で設けられた幅5メートルの控え壁で補強されていた。場所によっては、壁全体の総高が12メートルに達する箇所もあった。石材と日干しレンガの接着には粘土モルタルが使われた。城壁の外側には犬走りの舗装が施されており、これによって基礎がさらに強化されるとともに、警備兵が城壁を巡回することが可能となっていた。
基部の壁の基礎に、テイシェバイニなど後期ウラルトゥ王国の建築のような広がりは見られない。レンガは強度を高めるため細かく刻んだ藁を加えて作られた粘土製であり、他のウラルトゥの都市やメソポタミアと同じ材料であった。レンガは丁寧に組み合わせて積み重ねられた。使われたレンガは、長方形と正方形の、2種類の寸法であった。長方形のレンガは 32.3×47.4×12.5 センチメートル、正方形のレンガは 47.4×47.4×12.5 センチメートルであった。石積みには粘土モルタルが使われた。壁は細かく刻んだ藁を混ぜた粘土で塗装されていた。

エレブニ要塞の建築要素
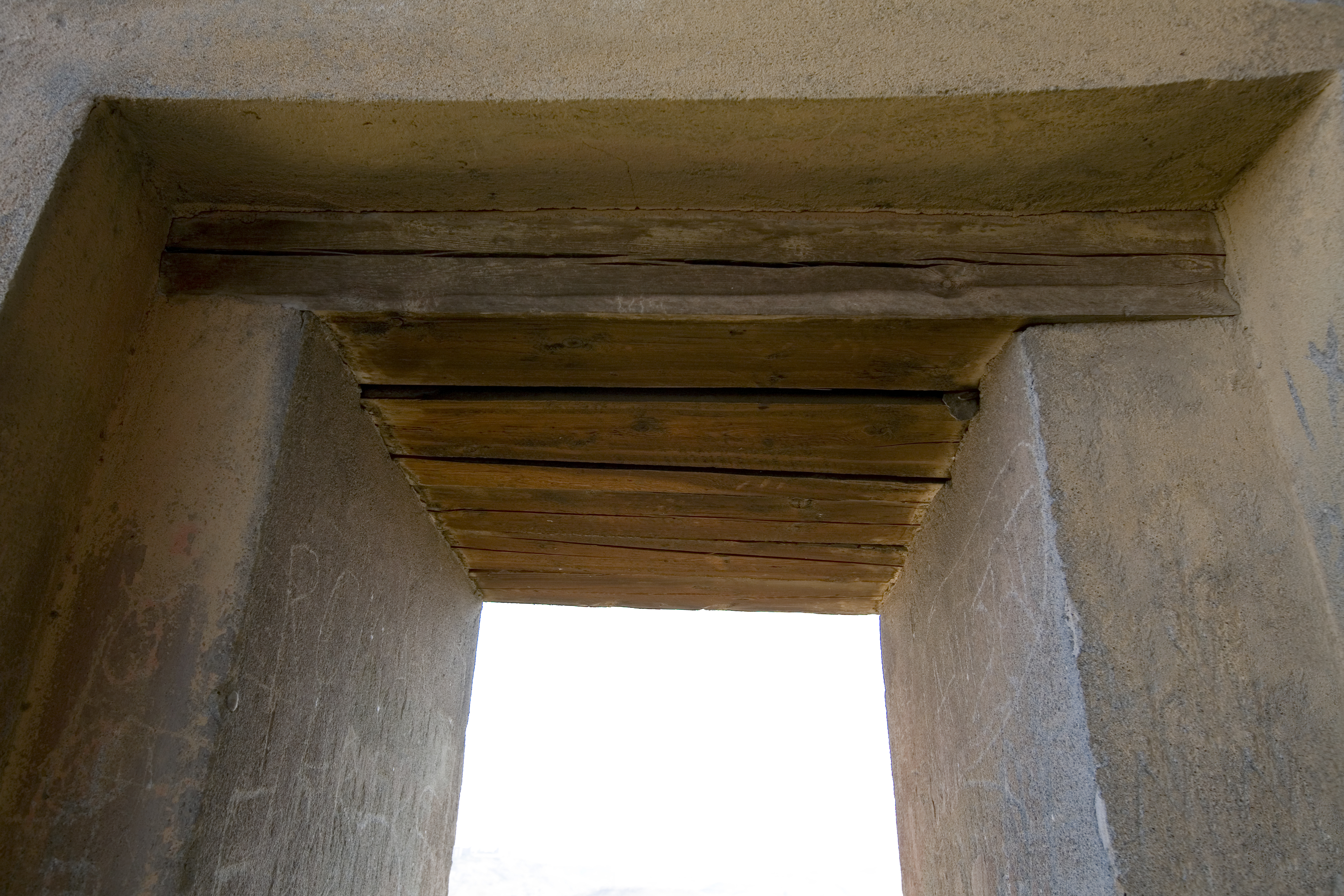
木製の梁で作られた、内室の扉の上部構造（考古学的発掘資料に基づく復元）。
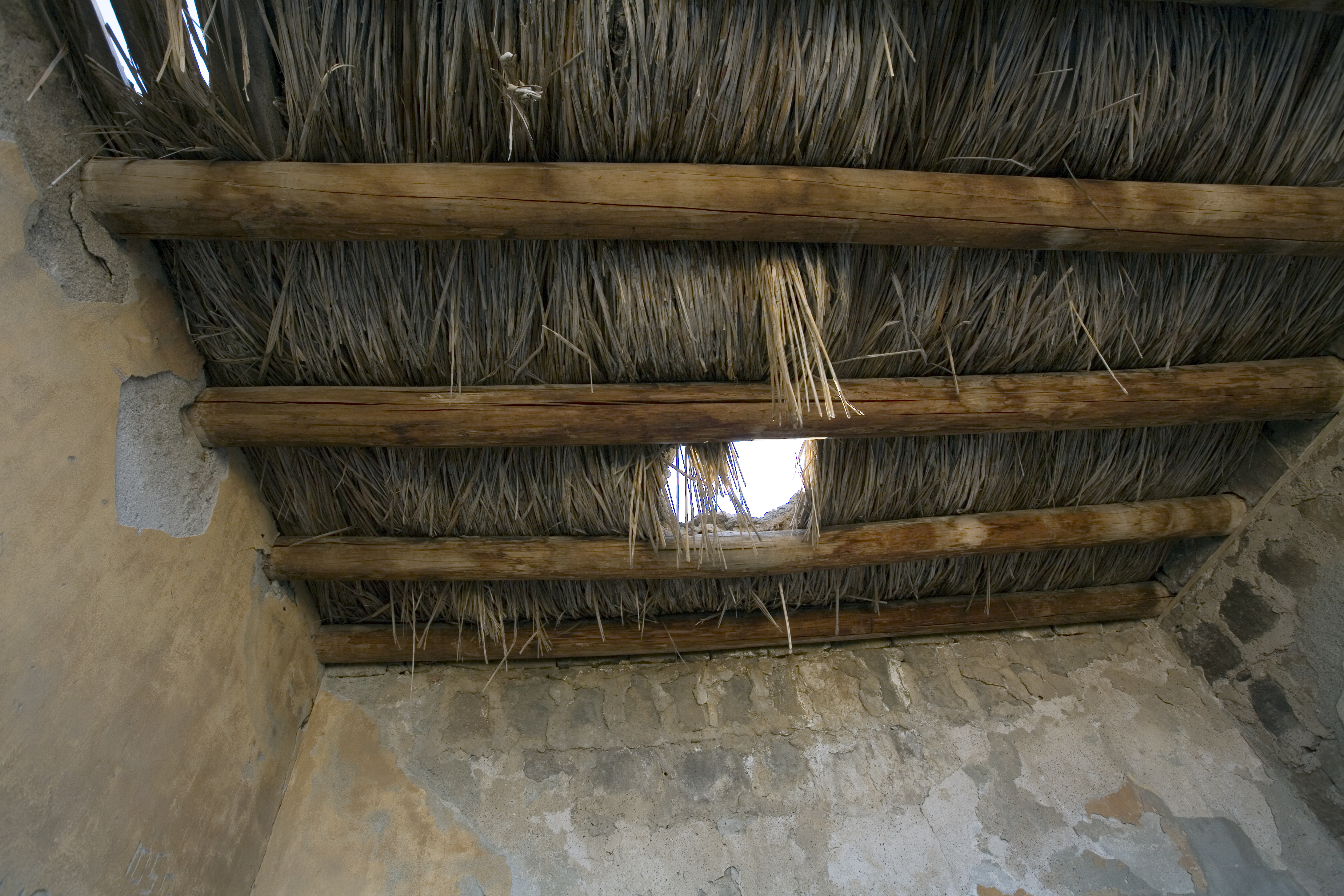
内室の屋根: 葦で覆われた木製の梁（考古学的発掘資料に基づく復元）。
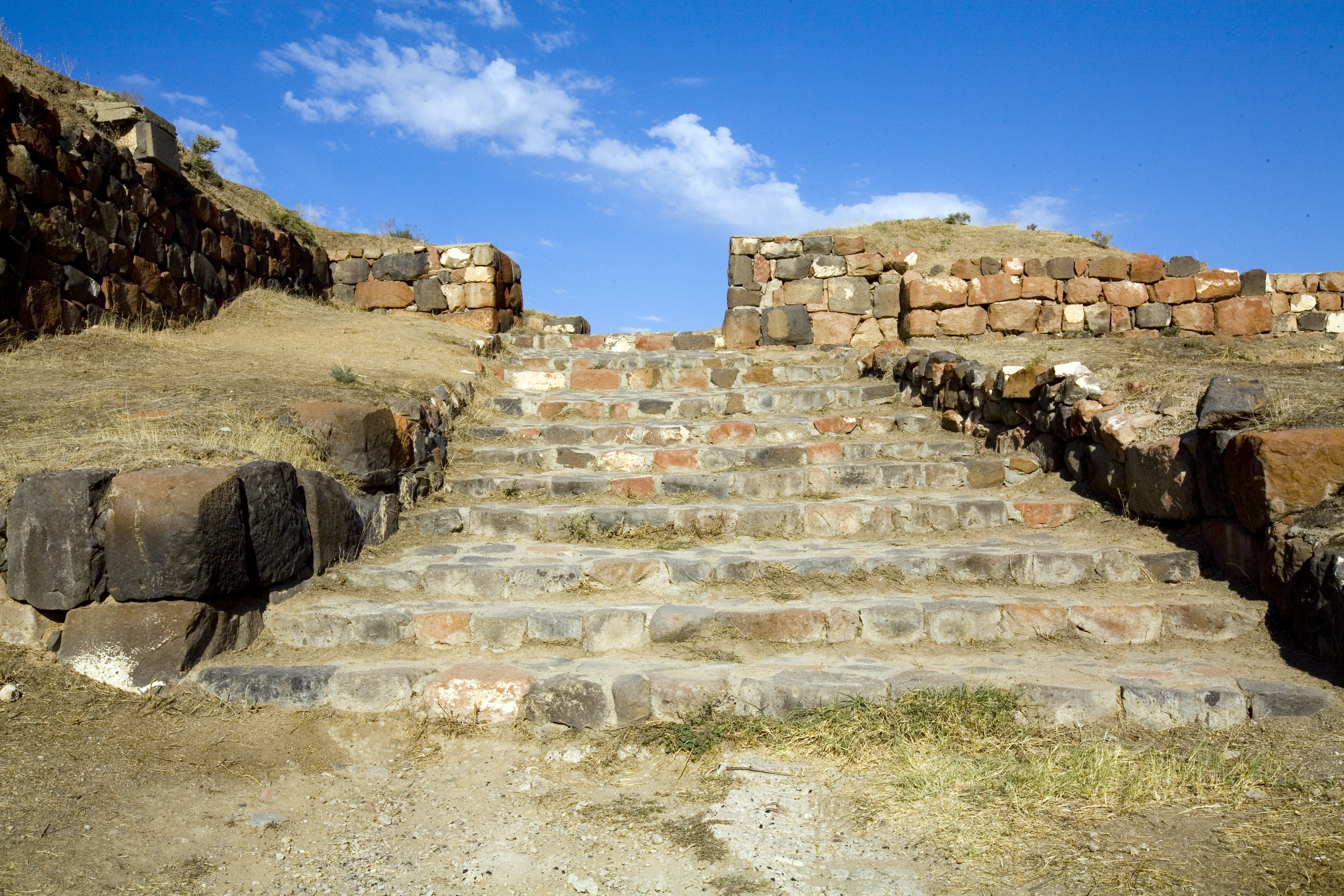
倉庫へと続く石造の階段。

ほとんどの部屋の床は、厚さ8センチメートルから9センチメートルのレンガ敷きの下地層（スクリード）で平らに仕上げられていた。スクリードの上にはレンガの層が敷かれ、多くの部屋ではさらにその上に、現代の寄木張りに近い木の層が敷かれていた。天井は主に木造で、一部にはレンガ造りのアーチも存在した。
要塞内部の下部は玄武岩と凝灰岩の石を混合して積み上げられており、上部は日干しレンガで作られていた。考古学的な発掘調査により、扉の梁には太い木材が使われていたことが確認されている。扉は木製で分厚く、その厚さは12センチメートルであった。屋根は葦を絡ませた木の梁で作られていた。

#### 神殿の建築

エレブニ要塞の神殿の建築
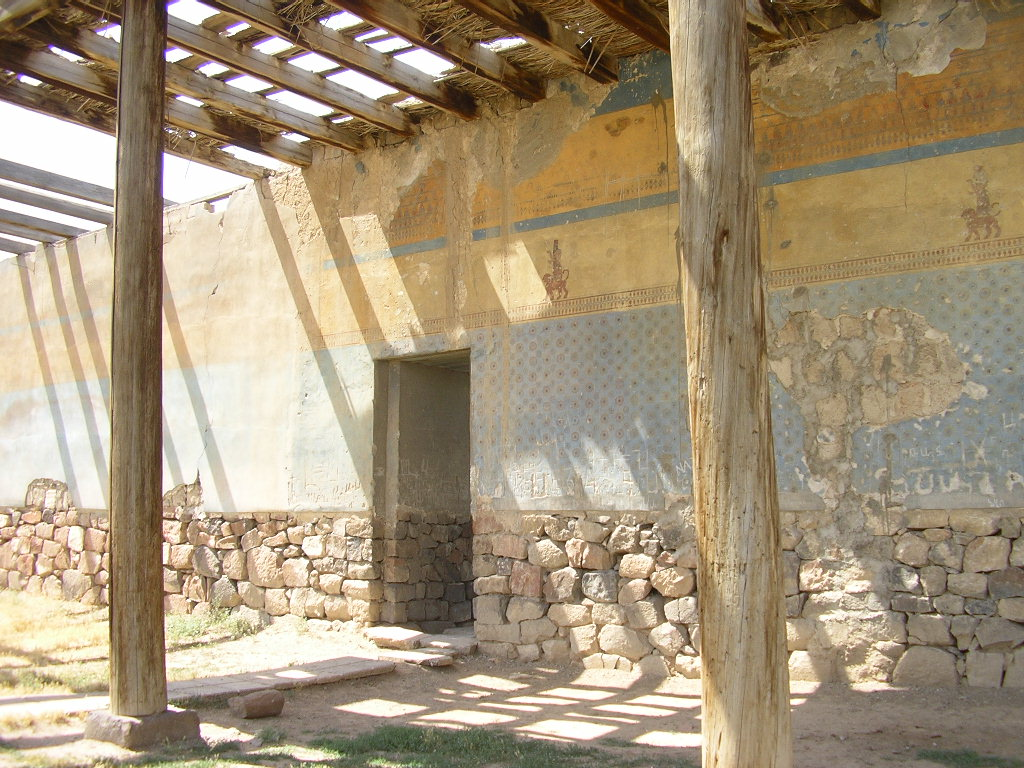
ハルディ（アルメニア語版）神の神殿のペリスタイルを持つ中庭（復元）。
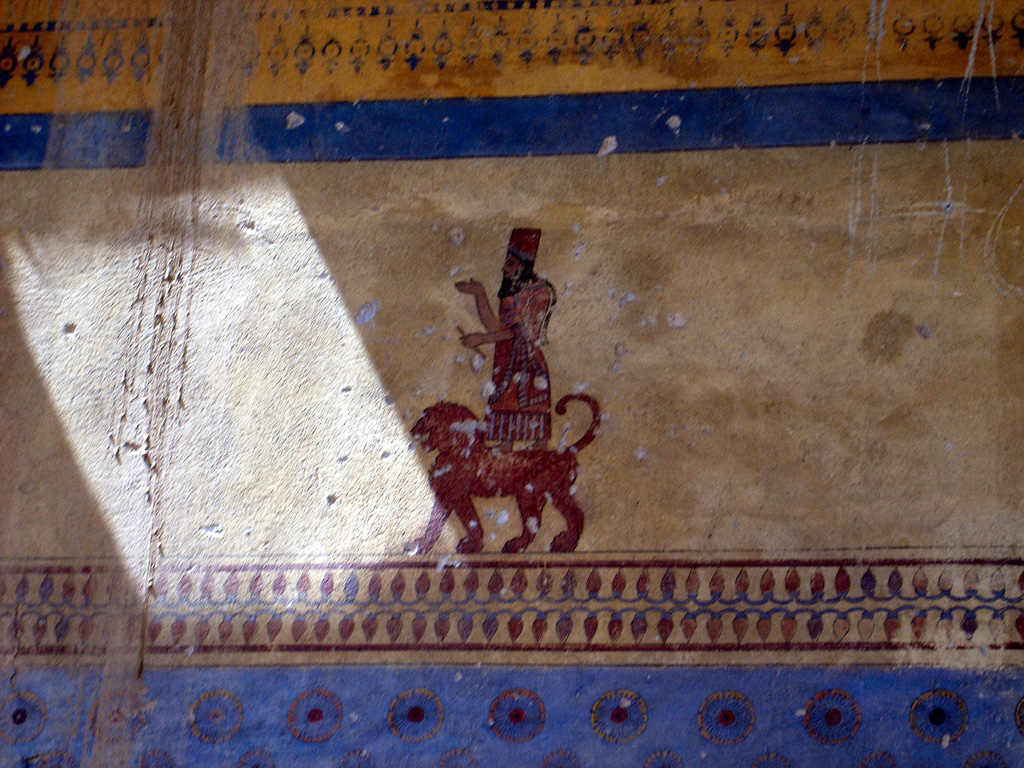
神殿の壁画に描かれたハルディ（アルメニア語版）神の像（復元）。
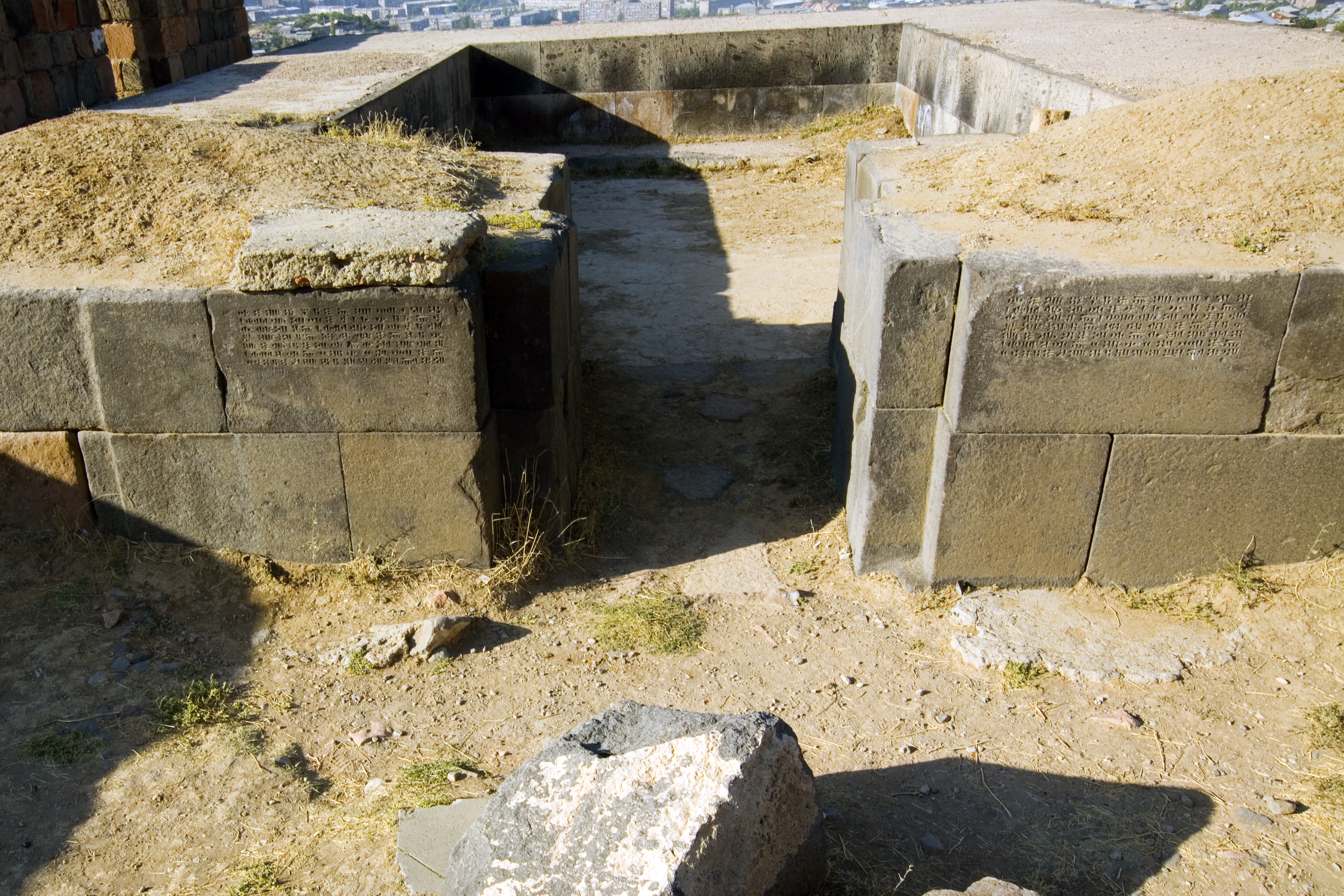
「スシ」の神殿の入口。

エレブニ要塞にあるハルディ神の神殿と、イヴァルシャ神のために建立した「スシ」の神殿は、要塞の建築様式とは異なり、それぞれ独自の特徴を備えている。

##### ハルディ神の神殿
ハルディ神の神殿は、少なくとも一部が現存しているウラルトゥ王国時代の神殿建築としては、最大規模の建造物である。ハルディ神の神殿はアルギシュティ1世によって建設された。このことは、1968年に発見された楔形文字の粘土板（一部のみ現存）によって証明されている。ハルディ神の神殿は4つの部分から構成されていた。7.2×7.2メートルの補助室（副次的空間）、7.2×37.0メートルの大広間（主祭室）、階段付きの方形塔、そしてペリスタイル（柱廊）を持つコの字型中庭である。大広間の床は、他の部屋とは異なり、寄木張りのような板張りであった。ペリスタイルを持つ中庭は、古代オリエントの文化圏では典型的な構造ではあったが、ウラルトゥの建築としては珍しい作りであった。中庭の屋根は12本の柱によって支えられ、庭の地面は小さな玉石を敷き詰めて舗装されており、その下には排水システムが設けられていた。階段付きの方形塔は、遠目に見るとメソポタミアの小さなジッグラト（段状神殿）を思わせる外観をしていた。神殿全体の方位は東西南北に対して斜め（対角線上）に配置されており、これもメソポタミアの建築の伝統に一致する。神殿の内壁は壁画で彩られており、背景色として青色が主に用いられていた。アケメネス朝時代には、神殿の半分ほどが物資保管や作業用途などの実用的用途に使われ、残りの部分は大規模なアパダナの一部に組み込まれた。

##### 「スシ」の神殿
「スシ」の神殿は、内部寸法5.05×8.08メートル、外部寸法10.00×13.45メートル、面積は40平方メートルの長方形の空間であり、明らかに少数の訪問者のみを対象としていた。この神殿は、メソポタミアの神殿のおいて特徴的な、方位に対して厳密に対角線方向に配置されていた。部屋の奥には祭壇画設けられていた。神殿は上部の開口部から採光しており、この開口部は供犠の火の煙を排出するためにも使われた。神殿内部の壁は、壁画で装飾されていた。神殿には出入り口が一つあり、その両側にはアルギシュティ1世がこの神殿を建てたことを記した楔形文字の碑文が残っている。神殿の基礎は、エレブニ要塞にある他の建物の基礎よりも大きく、精密に加工された石材によって作られていた。この建築方式は、ヴァン湖北岸に存在するウラルトゥの要塞と建築的な共通点を持つ可能性を示している。これに関連して、研究者たちは、「スシ」の神殿がおそらくエレブニ要塞の非ウラルトゥ系住民（より高い可能性として、ハティの国からの移住者、あるいは「アザの国」の地元住民）の助けを借りて建設されたものであると推測している。アケメネス朝時代には、「スシ」の神殿もまたペルシア式の神殿に改築された。

#### モニュメンタルな壁画

エレブニ要塞のモニュメンタルな壁画
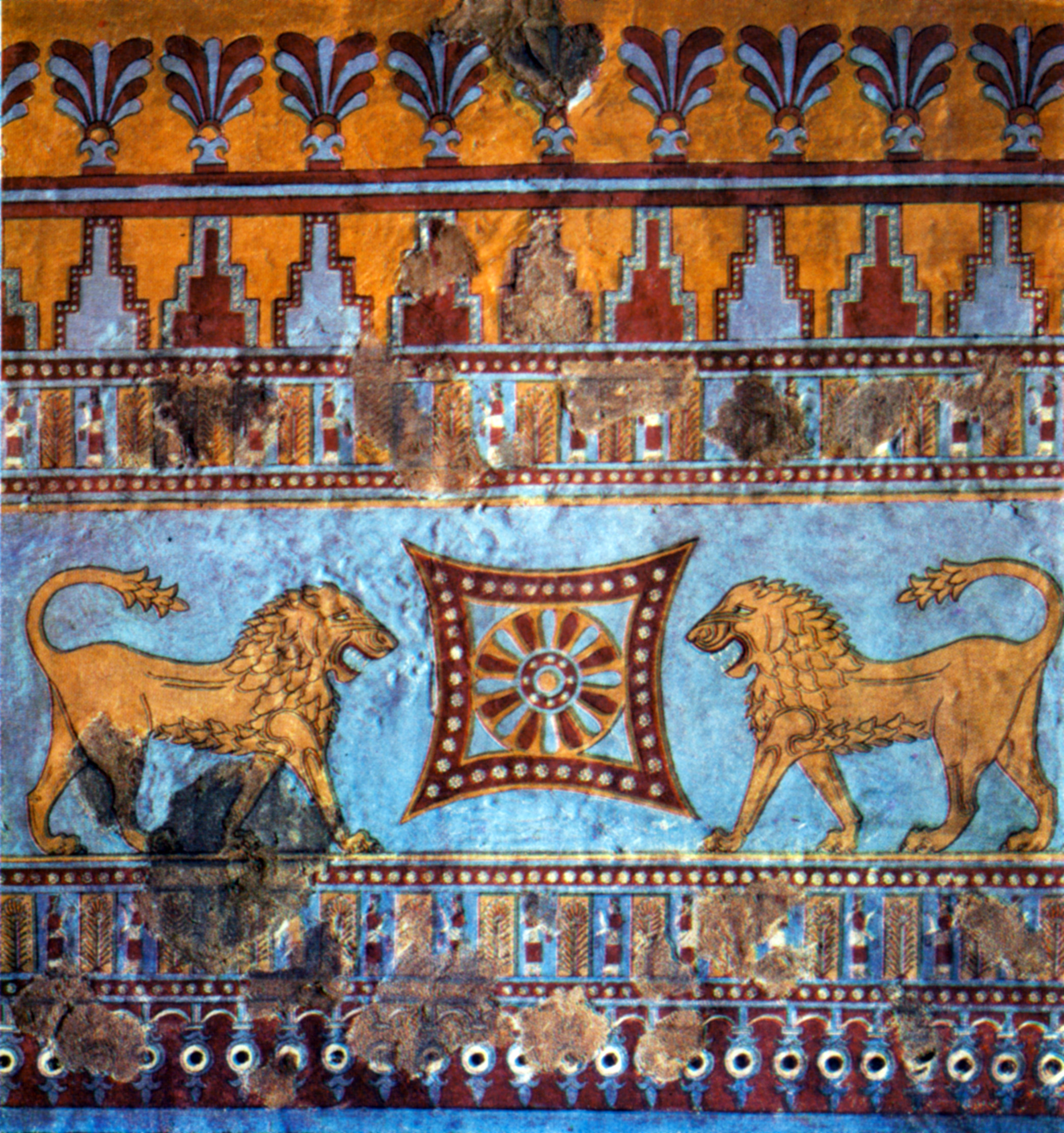
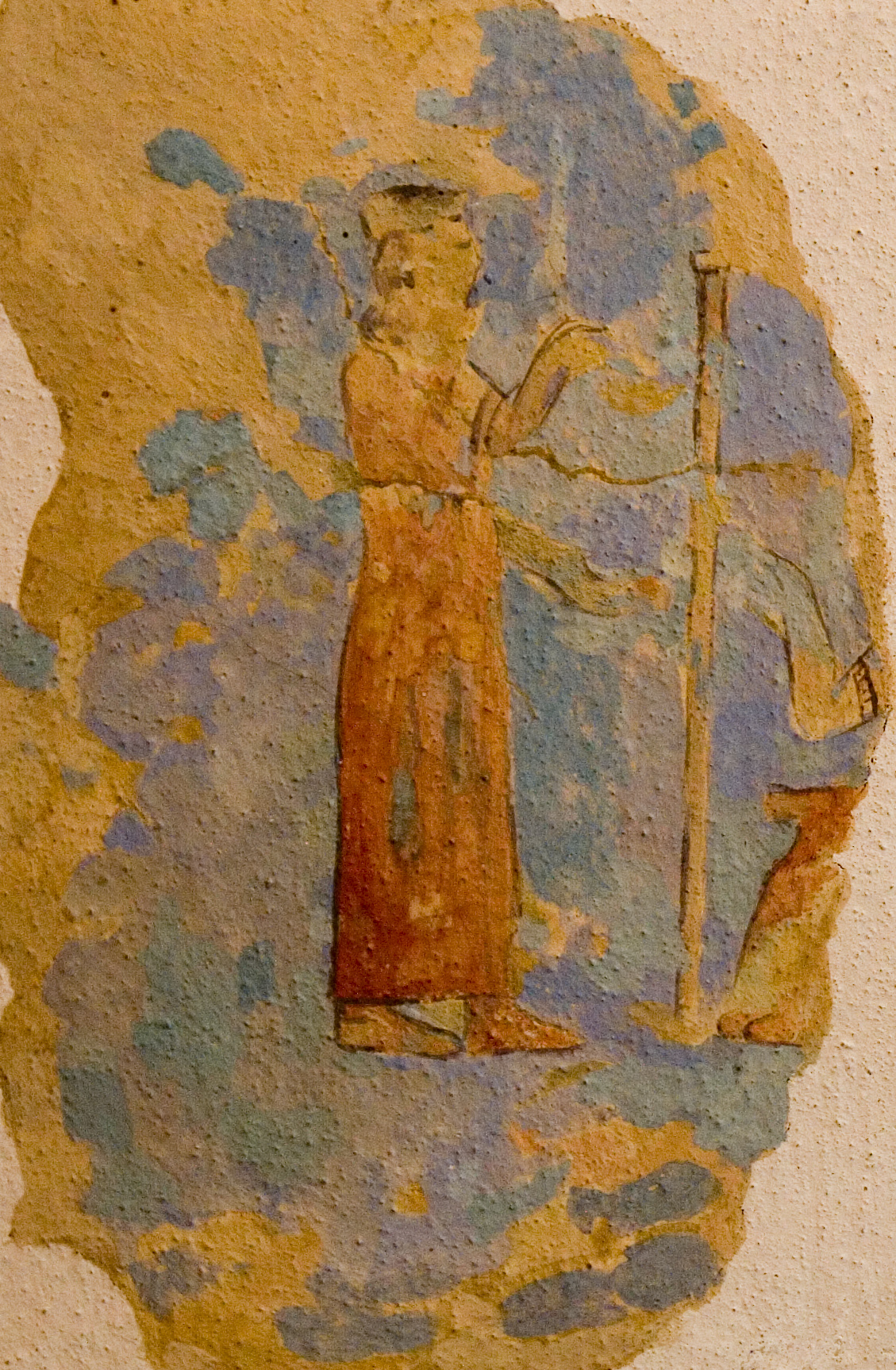
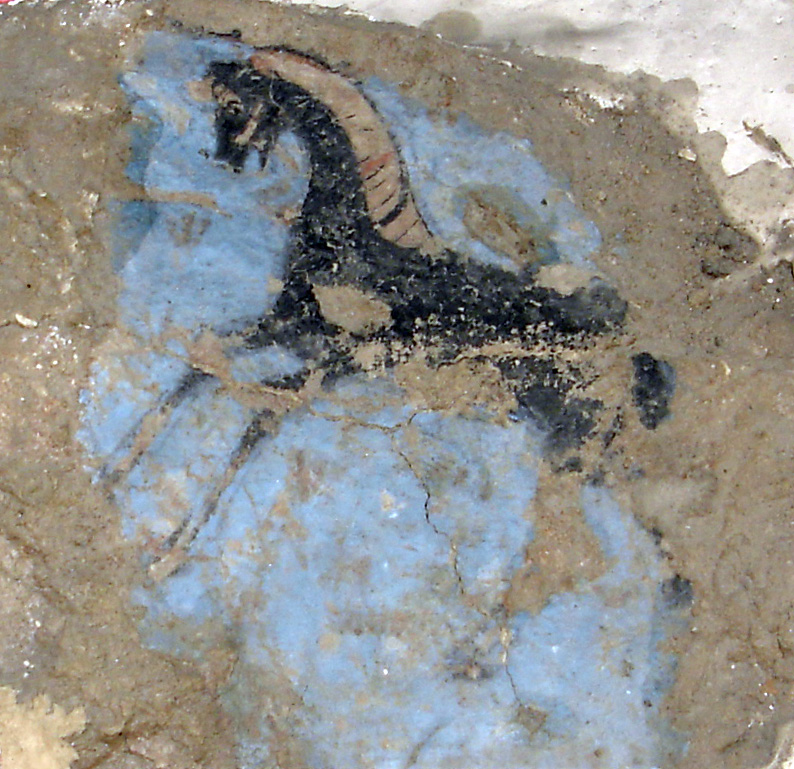
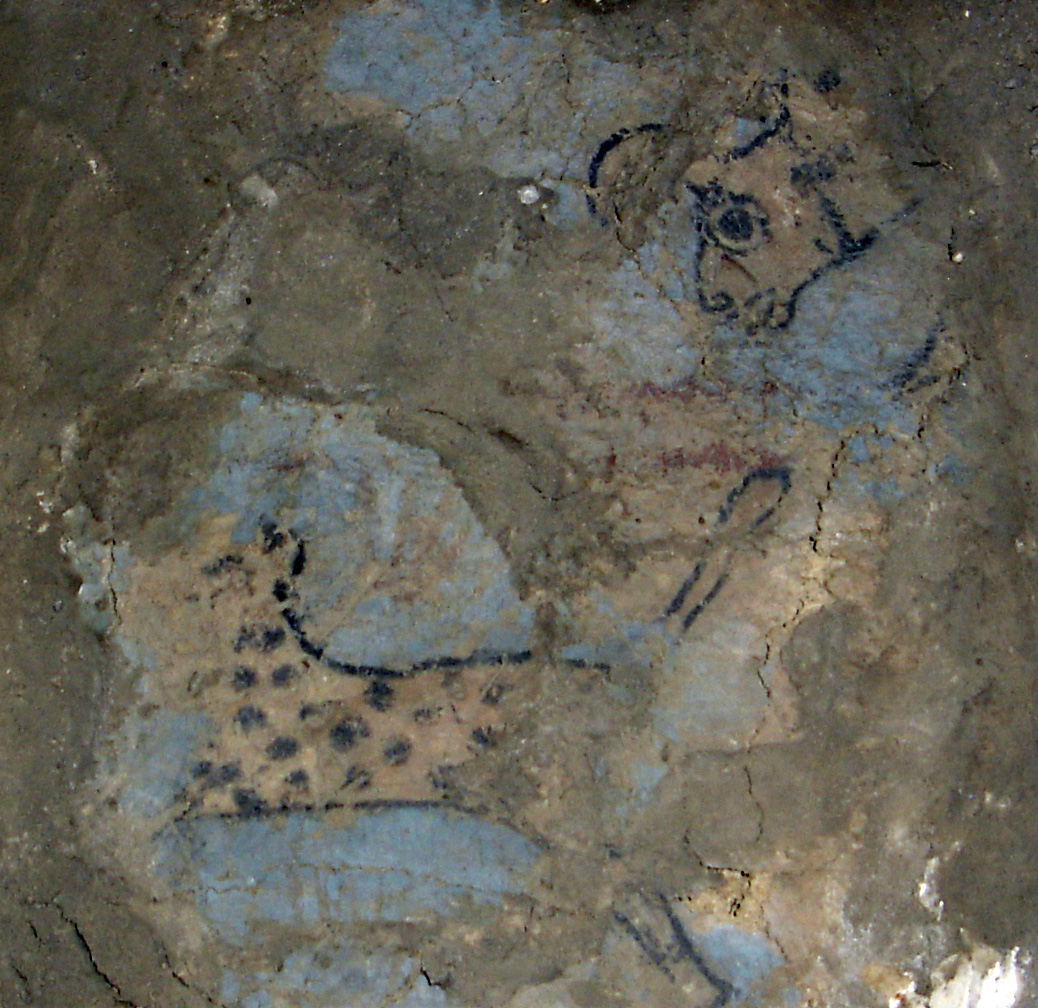
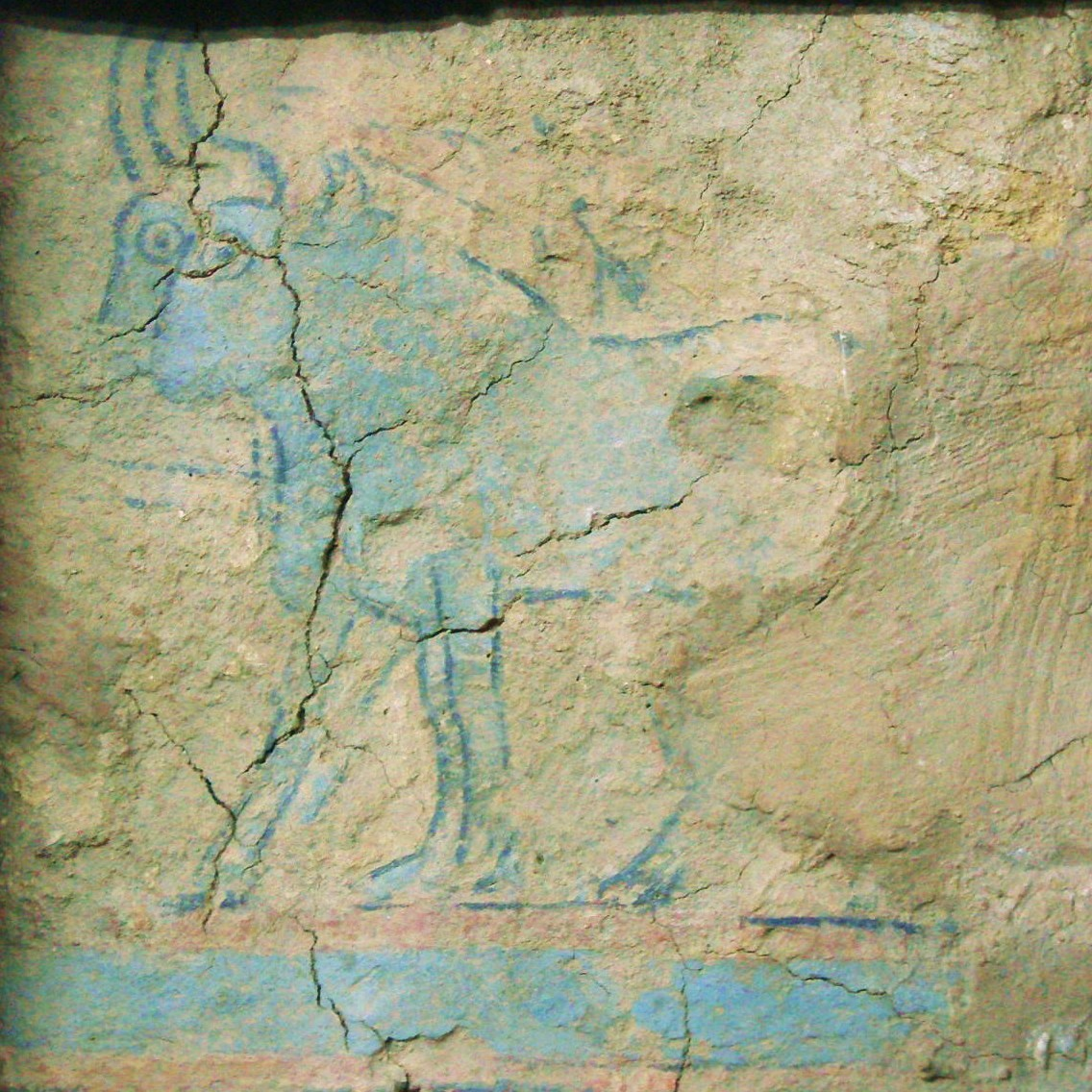

ウラルトゥ王国の人々が戦うことなくエレブニ要塞を放棄したことにより、エレブニ要塞のモニュメンタルな室内壁画が、他のどのウラルトゥの都市よりも最も良好な状態で保存されている。最初に発見された壁画は、発掘初年度の1950年、ハルディ神の神殿内のものであった。その後、エレブニ要塞を調査した考古学者たちは、壁や漆喰の崩落した部分から、壁画の断片が残るものを保存・保全するために多大な作業を行った。ウラルトゥの彩色技術は、壁画の鮮やかな色彩を今日まで保っている。現存する保存状態の良い壁画の原画断片は、アルメニア国内の博物館、主にアルメニア歴史博物館に保管されている。エレブニ博物館やエレブニ要塞自体の遺跡内、そして他の博物館にも、これらの壁画の複製画や復元画が多く展示されている。

## 都市の給水

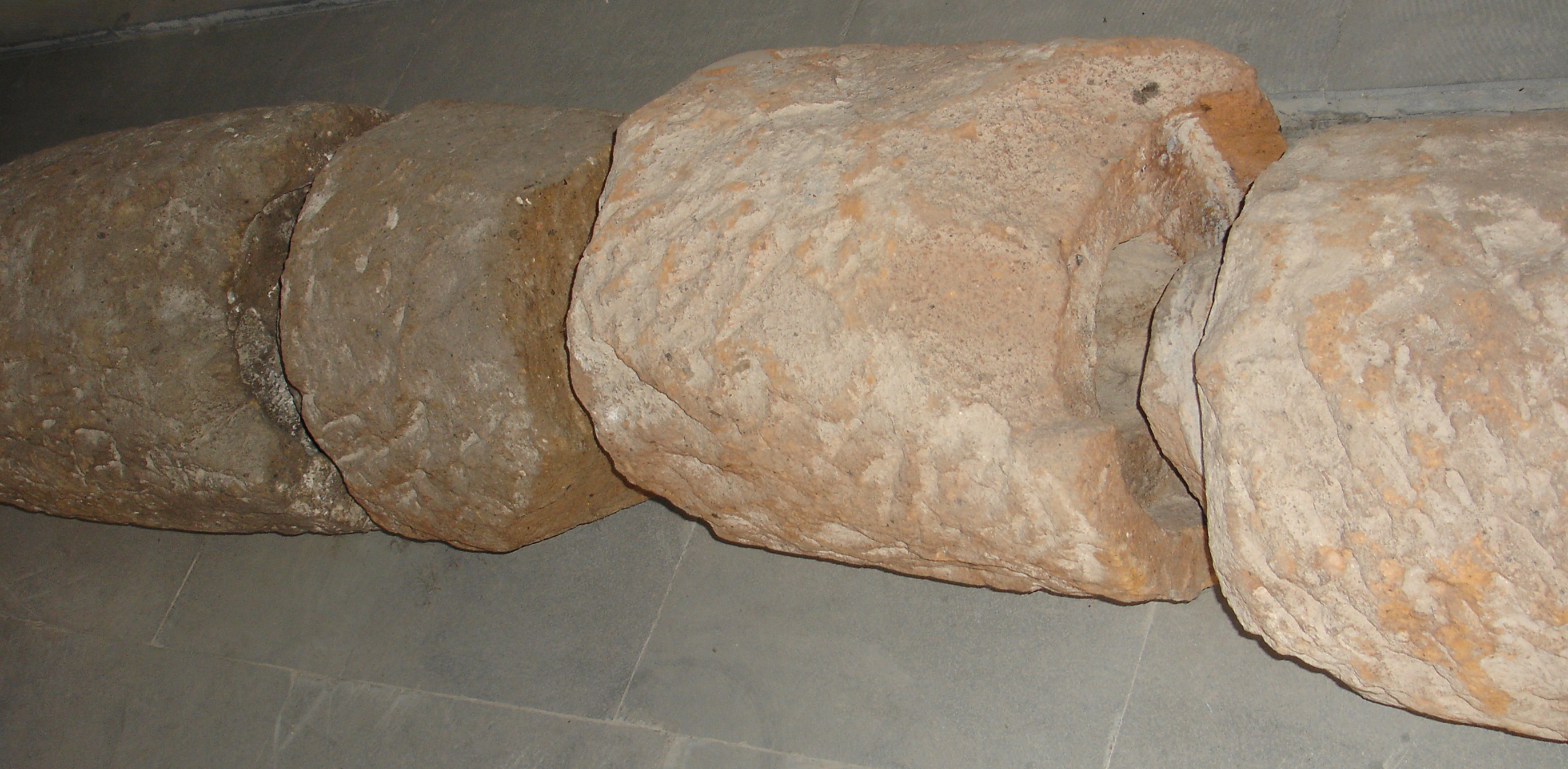
エレブニ要塞の石造りの水道の断片

ウラルトゥ王国の他の要塞と同様に、エレブニ要塞の城塞においても給水および排水のシステムが綿密に計画・整備されていた。要塞の給水は、相互に接続された円形の石管による地下の自然流下式の水道によって行われていた。石管は外径40センチメートル、内径10センチメートルであり、継ぎ目には粘土が詰められていた。水道の水源は、おそらくエレブニ要塞から7キロメートル離れたガルニ付近の山の泉であったと考えられている。古代ウラルトゥ王国の水道の分岐管の遺構が、アリン＝ベルドの丘の発掘調査中に発見された。水道は巧妙に隠されており、特に要塞が包囲された場合に備えた戦略的意味合いも有していた。
また要塞からの排水も綿密に設計されていた。例えば、要塞内の大きな中庭やペリスタイルを持つ中庭には、雨水を集めて排水するための井戸が残っている。
要塞の水道の水は、水量不足のため、おそらくエレブニの市街地区域では使用されていなかった。市街地区域では、より汚染された水源の水を濾過するための石槽が発見されている。

## エレブニ要塞の遺産
アリン＝ベルドの丘にあるエレブニ要塞は、ボリス・ピオトロフスキーの言葉を借りれば、現代のイェレヴァンの「古代の中核」と見なされることもあるが、それはある程度仮定的なものである。ウラルトゥ王国の人々は紀元前6世紀にエレブニ要塞を放棄し、その後紀元前5世紀から紀元前4世紀にかけてアケメネス朝が占拠したが、最終的に紀元前4世紀に完全に放棄されたことが知られている。またアレクサンドロス3世がアケメネス朝を征服した後、すでにアルメニアにおける古代ギリシア文化の中心地はエレブニから20キロメートル離れたヴァガルシャパト付近に移っていた。
このように、紀元前4世紀に放棄されたエレブニ要塞と、西暦609年に初めて記録に登場するイェレヴァンの間には、直接的なつながりは存在しない（ただし、3世紀には存在していた可能性がある）。一方で、「イェレヴァン」（エリヴァン）という地名と「エレブニ」（当初の読みは「イルプニ」であった）の間には、語源的なつながりがある可能性があり、それゆえ両者の間に一定の関係があると仮定することは可能である。これに加えて、ウラルトゥ王国がアルメニア全体、特にイェレヴァンに文化的な影響を与えたことは疑いない。研究者たちは、アケメネス朝時代のエレブニ要塞の改築や、エレブニ要塞で発見されたその時代の銀製品から、ウラルトゥ王国がアケメネス朝に与えた文化的な影響の痕跡を見出している。

## 現在のエレブニ要塞
アリン＝ベルドの丘の頂上に位置するエレブニ要塞では、すべての考古学的発掘作業に対して、保存措置が施されている。要塞の多くの構造物、特に城壁や神殿の基礎部分などは、部分的に修復されている。ハルディ神の神殿や要塞の管理施設など、レンガ積みの構造が良好に残っている箇所については、その一部が修復・再現され、ウラルトゥ王国時代の建築様式を見学者向けに展示している。
丘の北西斜面の麓には、1968年に開館したエレブニ博物館がある。エレブニ博物館には、エレブニ要塞や隣接するテイシェバイニからの出土品が収集・展示されている。ただし、特に貴重な物質文化の遺物のいくつかは複製品の展示となっており、それら実物はアルメニア歴史博物館ないしエレブニ博物館内の収蔵庫に保管されている
1968年、エレブニ丘の北西麓に『エレブニ博物館』が開設され、エレブニおよび隣接都市テイシェバイニの出土品が展示された。ただし、最も重要な遺物の一部は複製品が展示されており、原品はアルメニア歴史博物館またはその保管庫に収蔵されている。
ウラルトゥ王国時代に市街地があったとされる丘の南東側斜面では、2002年にソロス財団の資金提供を受けて発掘調査が再開された。この調査にはアルメニアと西ヨーロッパの考古学者が参加した。
「エレブニ」という名称は、現代のアルメニアでは広く親しまれており、企業名や商標名にも頻繁に使われている。エレブニ要塞が位置するイェレヴァン市の行政地区は「エレブニ区」と呼ばれている。イェレヴァン市内の空港の一つにも、エレブニの名前が付けられている（エレブニ空港）。
2012年4月、アメリカの雑誌『フォーブス』は、エレブニ遺跡を「世界で最も古い9つの要塞」の一つに選出した。

## 付録